# Kültepe

Localisation de Kanesh et des principaux sites de l'Anatolie hittite.

Kültepe (« Colline de cendres » en turc) est un site archéologique de Turquie, situé à une vingtaine de kilomètres au nord-est de Kayseri. Il correspond à l’ancienne ville appelée Kanesh (ou Kanish) et plus tard Nesha au IIe millénaire av. J.-C. Identifié d'abord par des fouilleurs clandestins y exhumant des tablettes cunéiformes à la fin du XIXe siècle, il est fouillé régulièrement depuis 1948 et constitue une des principales sources d'informations sur les premières phases de l'âge du bronze en Anatolie.
Occupé depuis le milieu du IIIe millénaire av. J.-C. (Bronze ancien), ce site est l'un des plus importants d'Anatolie dans la première moitié du IIe millénaire av. J.-C. (Bronze moyen). Le site est dominé par une ville haute, occupée sur toute la durée d'habitation du site, qui est le siège du pouvoir royal local et comprend des bâtiments publics monumentaux (notamment des palais et des temples). La ville basse est occupée seulement au Bronze moyen. Elle comprend les vestiges d'habitations ayant livré des milliers de tablettes rédigées par des marchands venus de la cité d’Assur et établis dans le quartier marchand (kārum) de Kanesh entre la seconde moitié du XXe siècle av. J.-C. et la fin du XVIIIe siècle av. J.-C., pour obtenir de l'argent et de l'or contre de l'étain et des étoffes. Ces sources fournissant une source de premier ordre sur le commerce à longue distance dans la Haute Antiquité, Kanesh étant alors le centre d'un réseau commercial établi par les marchands assyriens dans toute l'Anatolie centrale et maintenant des contacts permanents avec leur cité d'origine.
Le site est déserté au XVIIe siècle av. J.-C. et ne semble pas occupé durant l'époque hittite. Il renaît au début du Ier millénaire av. J.-C. durant l'âge du fer. Sa dernière période d'occupatin notable remonte aux époques hellénistique et romaine, quand s'y constitue une cité, après quoi le site ne semble plus habité que de manière résiduelle.

## Situation régionale
Le site de Kültepe est situé en Cappadoce dans la plaine de Kayseri, aux pieds du mont Erciyes. Le principal fleuve de la région, le Kızılırmak, coule plus au nord, recueillant les eaux de divers affluents. Le cours d'eau Sarımsaklı coule au sud du site de Kültepe et a formé la terrasse alluviale sur laquelle il se situe. La plaine de Kayseri est aujourd'hui particulièrement fertile (la région étant surtout steppique), mais elle a par le passé été plus marécageuse.
La situation du site est avantageuse dans l'Antiquité, puisqu'il est situé sur la route entre l'Anatolie centrale et Malatya (Arslantepe), rejoignant le cours supérieur de l'Euphrate et par là diverses routes conduisant à la Mésopotamie. Diverses passes à travers les monts Taurus permettent également de rejoindre les régions méditerranéennes.

## Redécouverte, fouilles et études
Les premières fouilles sur le site de Kültepe sont le fait de fouilleurs clandestins, durant la seconde moitié du XIXe siècle. Ces tablettes, vendues sur le marché de Kayseri à partir de 1881, attirent l’attention de chercheurs, qui repèrent qu’elles proviennent d’un seul et même site, correspondant à l’antique Kanesh. Benno Landsberger identifie en 1924 le site comme étant celui de Kültepe, dont le tell a déjà été fouillé sans succès par le français Émile Chantre (1893-94) et l'allemand Hugo Winckler (1906) qui cherchaient également l'origine des tablettes. L’année suivante, le philologue tchèque Bedřich Hrozný est finalement orienté vers la zone de la ville basse, l’ancien quartier marchand (le kārum), où il trouve un millier de tablettes confirmant l'origine des archives fouillées de manière irrégulière,.
Le site est laissé aux fouilleurs clandestins et aux paysans locaux qui y prennent de la terre, puis les archéologues turcs de l'université d'Ankara entreprennent des fouilles régulières à partir de 1948, sous la direction de Tahsin Özgüç et de Nimet Özgüç. Les missions sont annuelles depuis 1952, et concernent la ville haute comme la ville basse. À partir de 2006, les fouilles du site passent sous la direction de Kutlu Emre et de Fikri Kulakoğlu,. En plus de mettre au jour de nouveaux bâtiments et des objets des diverses périodes d'occupation du site, elles permettent régulièrement la découverte de nouvelles tablettes de l'époque du comptoir assyrien, parfois plus d'un millier par année.
Les études sur Kültepe sont dominées par l'exploitation des tablettes assyriennes, mais elle ne se concentrent pas que sur cette seule période (les niveaux du Bronze ancien et des époques hellénistique et romaine ayant fait l'objet de nouvelles études) et ont pris un tournant pluridisciplinaire, en particulier après 2006, combinant les apports de l'archéologie et de l'épigraphie, mais aussi d'autres disciplines (archéozoologie, palynologie, géophysique, géomorphologie, archéométallurgie, dendrochronologie, génétique, etc.) pour faire progresser la connaissance du site et de son histoire. Depuis 2013, les spécialistes de ces diverses disciplines travaillant sur Kültepe se réunissent dans un colloque international (Kültepe International Meeting (KIM)) qui a lieu en principe tous les deux ans,,.

## Morphologie et stratigraphie

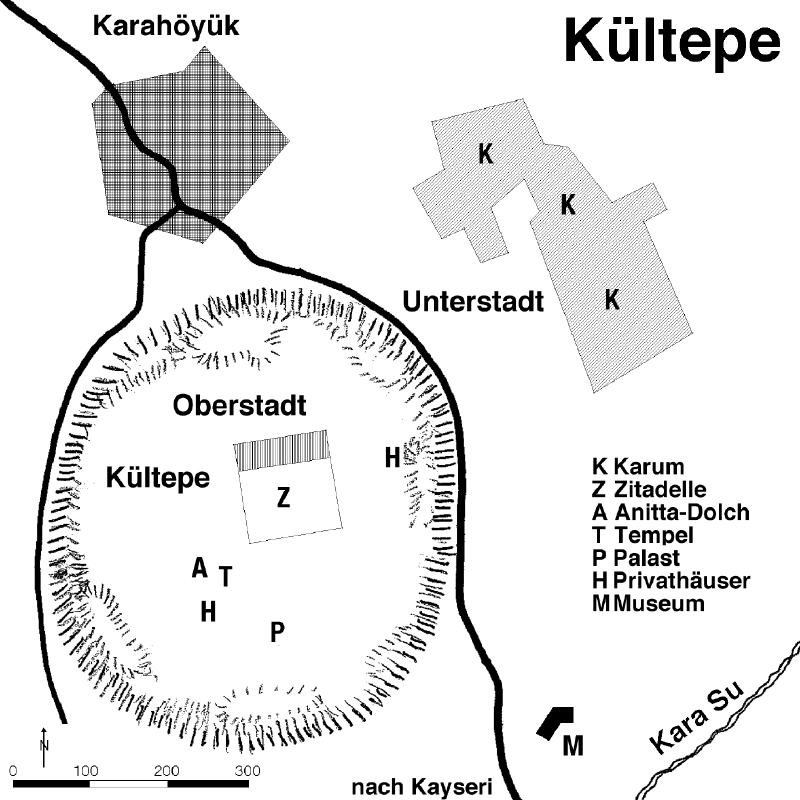
Plan du site de Kültepe, divisé entre la ville haute de forme circulaire et la ville basse abritant le « comptoir » des marchands assyriens.

Le site de Kültepe est divisé topographiquement en deux parties :
- Une partie haute (ou colline, Tepe en turc et « Mound » en anglais) de forme circulaire, mesurant environ 550 mètres de diamètre et haute de 20 mètres. Il s'agit du centre politique et monumental de la cité, occupé de manière discontinue de l'âge du Bronze ancien jusqu'à l'époque romaine (il manque en particulier une occupation du Bronze récent, correspondant à la période de l'empire hittite). Les archéologues ont distingué 18 niveaux d'occupation. Les villageois locaux ont creusé profondément dans la colline en plusieurs endroits pour prendre de la terre servant pour des constructions ou des jardins, endommageant les structures antiques, ce qui fait qu'un tiers de l'acropole est impropre aux fouilles archéologiques[9].
- Une ville basse, qui s'étend autour de la partie haute au nord, à l'est et au sud, avec une forme de croissant de 2 kilomètres de diamètre (la partie ouest étant couverte par les marécages du lac Engir). Elle est occupée seulement environ 250 ans durant le Bronze ancien, comprenant 4 niveaux. C'est en particulier là que se trouve (sur une terrasse dans la partie nord-est) le quartier où résident les marchands assyriens (et qui a livré leurs archives), karūm (mot akkadien signifiant « quai » et désignant en général un comptoir marchand), terme qui sert souvent à désigner par extension toute la ville basse[10].

| Ville haute/Colline            | Ville basse/Karum, | Période                                                                                          |
| ------------------------------ | ------------------ | ------------------------------------------------------------------------------------------------ |
| 18                             | —                  | Bronze ancien I                                                                                  |
| 17–14                          | —                  | Bronze ancien II                                                                                 |
| 13–11                          | —                  | Bronze ancien III                                                                                |
| 10                             | IV                 | Bronze moyen à partir de v. 2100/2050 av. J.-C.                                                  |
| 9                              | III                | Bronze moyen                                                                                     |
| 8                              | II                 | Bronze moyen/Karum II, période de présence des marchands assyriens v. 1950/1925-1840 av. J.-C.   |
| 7                              | Ib                 | Bronze moyen/Karum Ib, période de présence des marchands assyriens v. 1840-1700 ou plus tard (?) |
| 6                              | Ia                 | Bronze moyen/Karum Ia, période de l'ancien royaume hittite XVIIe siècle av. J.-C.                |
| Interruption de l'occupation   |                    |                                                                                                  |
| 5–4                            | —                  | Âge du fer, période néo-hittite Xe – VIIIe siècle av. J.-C.                                      |
| Interruption de l'occupation ? |                    |                                                                                                  |
| 3                              | Nécropole          | Époque hellénistique IIIe – IIe siècle av. J.-C.                                                 |
| 2–1                            | Nécropole          | Époque romaine IIe – VIIIe siècle av. J.-C.                                                      |

## La cité au Bronze ancien

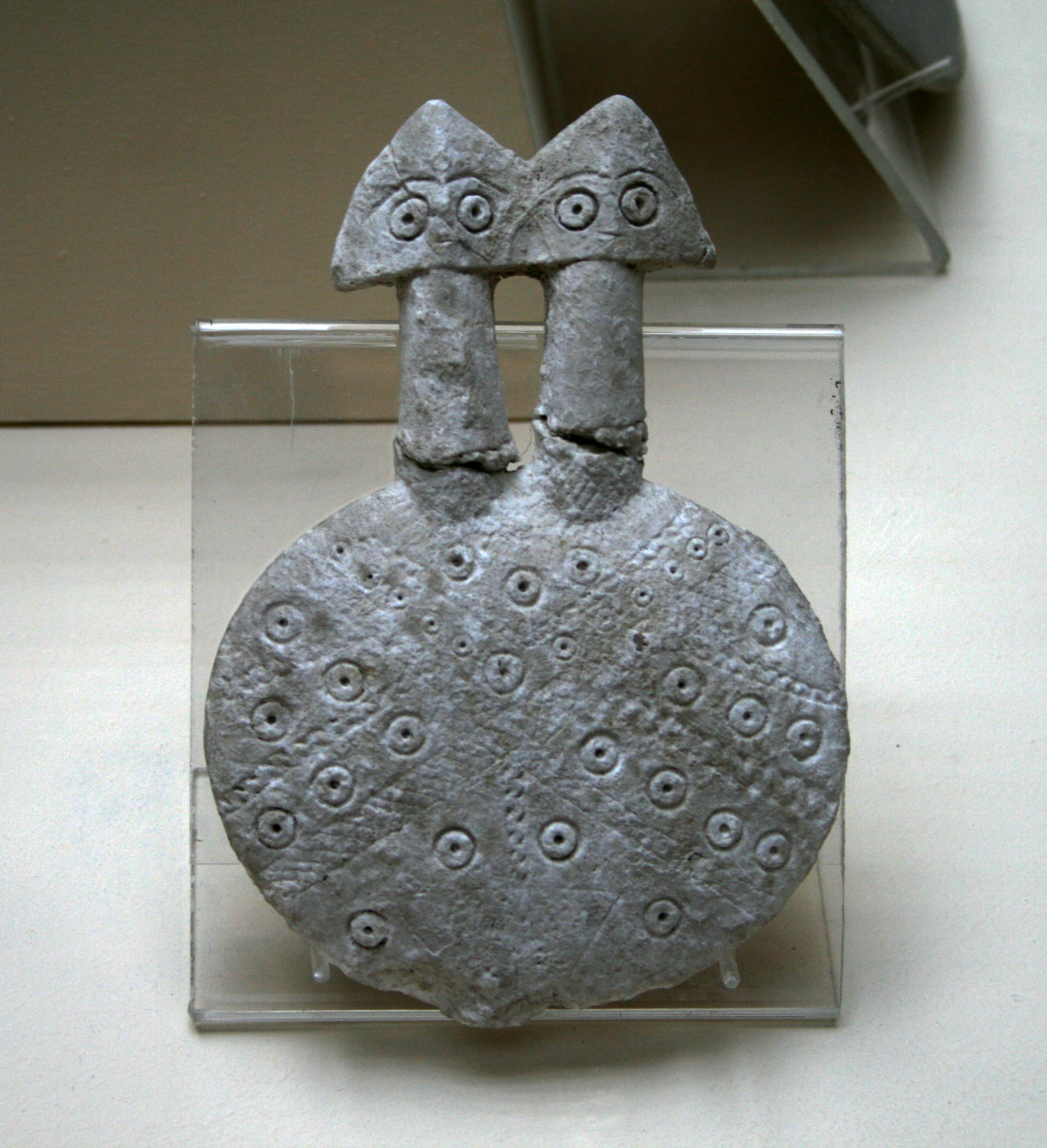
Idole en albâtre du Bronze ancien. Musée des civilisations anatoliennes.

La citadelle de Kültepe est habitée au moins depuis le milieu du IIIe millénaire, durant l'âge du bronze ancien. Cette période correspond à trois phases de 8 niveaux sur l'acropole, courant la seconde moitié du même millénaire : 18 (Bronze ancien I), 17 à 14 (Bronze ancien II) et 13 à 11 (Bronze ancien III). Des traces de structures monumentales ont été identifiées sous les édifices du Bronze moyen, l'impression générale étant que la cité devient rapidement un centre important au moins durant la troisième phase, avec déjà une implication dans des échanges à longue distance la reliant avec la Mésopotamie.
Suivant un récit postérieur d'environ un millénaire, un souverain de Kanesh aurait participé à une révolte contre le roi mésopotamien Naram-Sin d'Akkad (v. 2254-2218) aux côtés d'autres souverains d'Anatolie. L'historicité de cet événement est à démontrer, mais il apparaît au moins grâce aux nombreux sceaux mis au jour dans le palais que Kanesh était alors en relations avec la Syrie et la Mésopotamie,.
Les édifices et des tombes de la période ont livré du matériel archéologique, en particulier des phases II et III du Bronze ancien. Parmi les éléments caractéristiques de l'art local, en plus des céramiques, figurent des représentations en albâtre de déesses sur un trône tenant leurs seins, et surtout des idoles en albâtre de forme discoïde avec des cous allongés,.

## Le royaume de Kanesh au Bronze moyen
L'histoire du site devient plus claire grâce aux archives paléo-assyriennes de la première moitié du IIe millénaire, correspondant à l'âge du bronze moyen, qui sont les premières sources écrites documentant « de l'intérieur » l'histoire de l'Anatolie centrale. Les tablettes proviennent en grande majorité du niveau Karum II, qui correspond à la période allant environ de 1945 à 1835 av. J.-C. Après un trou d’une vingtaine d’années dans les archives, dont la cause exacte n’est pas élucidée, un nombre moindre de tablettes nous sont parvenues du niveau Karum Ib, daté du XVIIIe siècle av. J.-C. Si ces sources documentent principalement les activités des marchands assyriens (voir section suivante), elles fournissent de manière généralement indirecte des informations sur la vie politique et la société anatoliennes de ces périodes. Ces éléments peuvent être combinés avec l'analyse des données matérielles issues des fouilles de Kültepe, qui sont les plus abondantes parmi les différentes périodes d'occupation du site, et d'autres sites contemporains d'Anatolie centrale, qui permettent de reconstituer la situation de la région avant l'émergence du royaume hittite.

### L'Anatolie centrale et ses royaumes

Les principales localités mentionnées dans les archives de Kültepe à l'époque des comptoirs assyriens. La localisation de plusieurs sites reste incertaine.

L'Anatolie centrale du Bronze moyen est fragmentée politiquement, divisé en plusieurs États. Le royaume de Kanesh présente comme ses voisins une organisation politique qui peut-être caractérisée comme un cité-État : il est organisé autour de son centre principal, Kanesh, qui lui donne son nom et domine un territoire sur lequel se trouvent plusieurs villages. Il est dirigé par un souverain qui porte plutôt dans la documentation assyrienne le titre de « prince » (rubā'um, plutôt que celui de « roi » (šarrum). On trouve aussi dans la documentation de la période des « princesses » (rubātum), dont certaines dirigent seules leur royaume. Mais les souverains sont plutôt mentionnés dans les lettres par leur origine géographique : le souverain de Kanesh est « l'homme de Kanesh », celui de Wahshushana « l'homme de Wahshushana », etc.,.
Bien que leur base économique soit agricole, les cités anatoliennes font reposer une bonne part de leur prospérité sur l'exploitation des minerais et leur commerce. L'Anatolie dispose de plusieurs gisements qui jouent un rôle important pour l'approvisionnement en métal des autres régions du Moyen-Orient : la région de Niğde dans le Taurus a des mines de galène et de plomb argentifère ; celle de Purushattum, vers l'ouest de l'Anatolie, dispose de mines d'argent, qui en font le principal marché pour ce minerai à l'époque paléo-assyrienne ; de l'or était extrait dans l'ouest et le sud-ouest de l'Anatolie ; des mines de cuivre se trouvent en plusieurs endroits, les plus actives étant situées au nord, dans des régions du bord de la mer Noire, le marché du cuivre le plus dynamique étant situé à Durhumit. De l'étain est extrait à l'ouest (Kestel) au sud-est (dans le Taurus), mais il semble de moins bonne qualité que celui d'Asie centrale importé par les Assyriens. Du fer natif circule également en très petite quantité, mais il est d'une très grande valeur. En pratique, les minerais étaient fondus, raffinés et transformés en lingots, anneaux ou sous d'autres formes près de leurs lieux d'extraction, afin de circuler plus facilement.

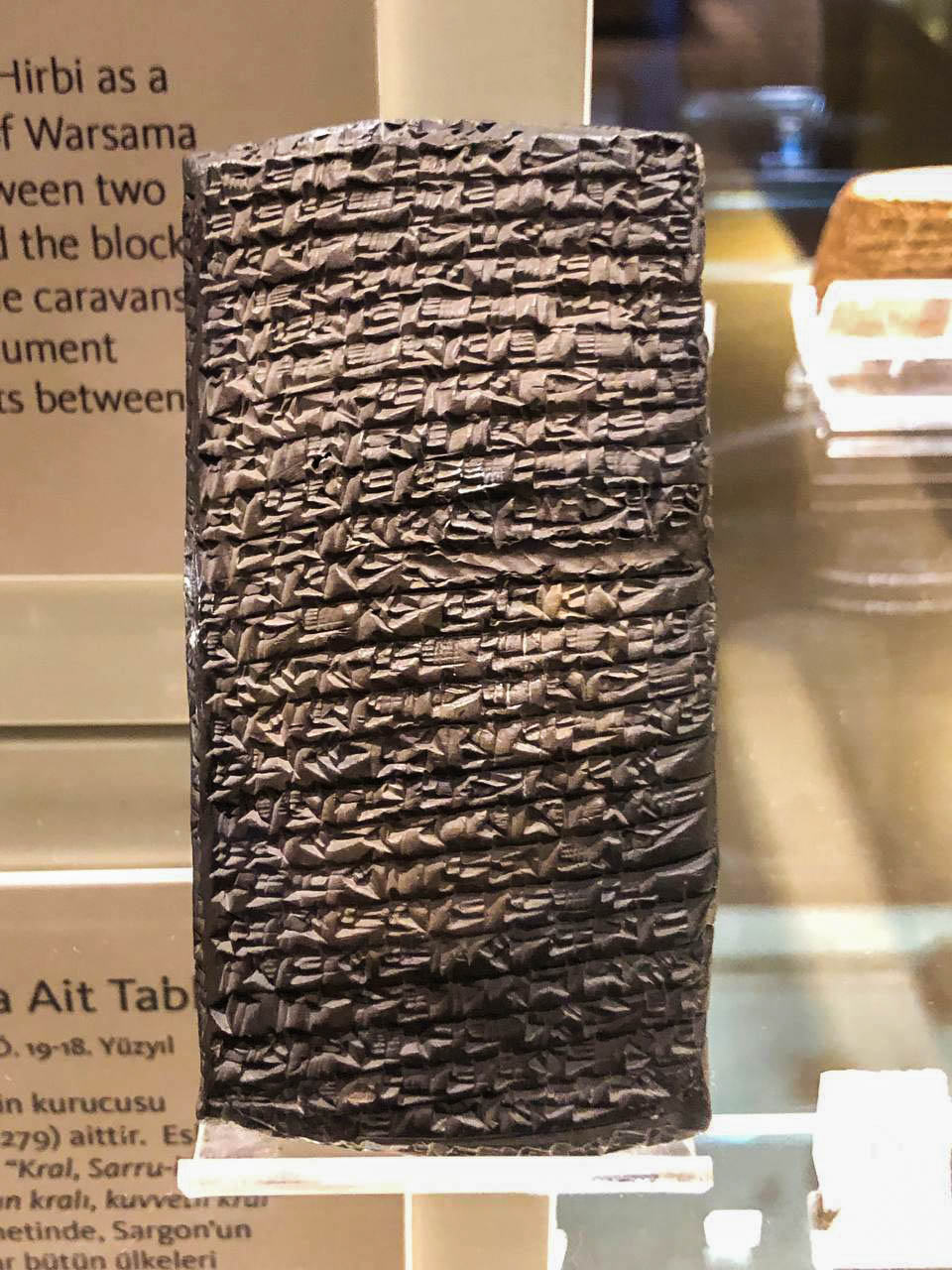
Lettre de Anum-Hirbi de Mamma au roi Warshama de Kanesh, protestant contre une agression perpétrée par un de ses vassaux. Musée des civilisations anatoliennes, Istanbul.

L'histoire politique et militaire est mal connue car les lettres des marchands se préoccupent avant tout d'affaires commerciales, mais quelques conflits sont évoqués quand ils perturbent la région et perturbent les affaires. Des coalitions de royaumes sont évoquées pour la période du Karum II, comme l'alliance entre Kanesh et Wahshushana. Kanesh est impliqué dans un conflit contre Tawiniya, peut-être avec l'appui d'un de vassal (ou allié), Washaniya. Kanesh semble réussir à faire passer provisoirement Amkuwa sous sa domination, mais subit ensuite un sac, perpétré par Uhna de Zalpuwa si on se fie au texte commémorant les actes du roi Anitta de Kussara. La destruction de Kanesh par un incendie autour de 1840 pourrait avoir été causée par cette défaite. Des révoltes dans certains royaumes apparaissent également dans des lettres. La situation semble particulièrement turbulente dans les royaumes occidentaux (Purushattum, Wahshushana, Ulama, Shalatuwar), impliqués dans différents conflits. Le nord-est comprend des entités politiques moins importantes mais également très impliquées dans des conflits, comme Zalpuwa et Hattush (Hattusa). Les conflits de l'époque du Karum II pourraient refléter une situation instable, qui voit la formation de royaumes plus puissants. En tout cas pour la période suivante, celle du Karum Ib, une concentration politique a lieu, entraînant progressivement la disparition de nombreux royaumes. Les rois de Kanesh disposent de vassaux, comme Taishama, dont le roi pille des terres sur le territoire du roi de Mamma nommé Anum-Hirbi, qui s'en plaint dans une lettre mise au jour dans le palais. Purushattum semble devenir une puissance dominante à l'ouest après avoir vaincu sa rivale Wahshushana, alors que Kussara s'affirme à l'est sous ses rois Pithana et Anitta, qui placent Kanesh sous leur contrôle,,.

« Puisque le Taishaméen (le vassal de Kanesh) est ton chien, pourquoi donc s'acoquine-t-il avec d'autres roitelets ? Le Sibuhéen, mon chien, s'acoquine-t-il, lui, avec d'autres roitelets ? Est-ce que le prince de Taishama est à présent devenu notre égal ? Lorsque mon ennemi me défit, le Taishaméen a attaqué mon pays, il détruisit douze de mes villages et emporta leur gros et petit bétail en se (disant) ceci : « Le prince est perdu, je l'ai pris au piège ! » Au lieu de protéger mon pays et de m'encourager, il a incendié mon pays et (le) fit empester la fumée ! »

— Extrait de la lettre d'Anum-Hirbi de Mamma à Warshama de Kanesh (photographie ci-contre).

### Administration
Le royaume de Kanesh dirige un territoire comprenant une dizaine de villages dans la période du Karum II. Il s'agrandit apparemment dans la période suivante, puisqu'à l'époque du Karum Ib il semble dominer près d'une vingtaine de villages, et dispose de principautés vassales.
Le centre de l'administration est le palais (ekallum), terme qui désigne en premier lieu l'édifice où réside le couple royal et sa famille, depuis lequel est gouverné le royaume grâce à des fonctionnaires au service du roi, mais plus largement le domaine dépendant du roi, qui comprend des champs, des ateliers, des troupeaux, une force de travail et d'importants magasins. Le rôle économique du palais est donc très important, a plus forte raison si on prend en considération les taxes et les corvées dont il bénéficie.
Les noms des principales fonctions de l'administration du royaume sont connues par leurs équivalents assyriens, et faute de documentation plus précise il est souvent difficile de savoir quelles fonctions étaient assignées à ces personnages, mais on décèle la présence d'une administration structurée. Ses cadres sont désignés par le terme rāb(um) « chef » suivi d'un domaine de compétence : le porte-sceptre en chef, l'échanson en chef, le chef de la table sont au service du roi et gèrent le cérémonial de la cour ; un chef des courtisans semble s'occuper des petits dignitaires ; le chef des travailleurs gère les artisans, qui sont subdivisés en équipes ayant chacune leur chef (forgerons, foulons, etc.) ; la supervision du commerce est faite par le chef du marché, le chef des exportations, peut-être un chef des traducteurs. Le sommet de la hiérarchie semble occupée par le chef de l'escalier, qui est apparemment le prince héritier et dont le nom dériverait du fait qu'il contrôle l'escalier donnant accès au couple royal lors des audiences, et le chef de la bataille qui comme son nom l'indique supervise les affaires militaires,.
En sachant qu'en l'absence de bureaucratie au sens moderne du terme leurs rôles peuvent ne pas être clairement fixés mais varier selon les circonstances, et que certaines personnes détiennent deux titres. La petite taille du royaume facilite sans doute un accès plus rapide aux principaux fonctionnaires et les rapports directs. L'exercice de la justice semble souvent pouvoir être géré personnellement par le couple royal (il n'y a apparemment pas de juge de profession). Les banquets jouent sans doute un rôle important dans les affaires du royaume, les plus importants pouvant réunir des centaines de personnes.

### La citadelle et le palais
Sur la citadelle, la période du Bronze moyen correspond aux niveaux 10 à 6, surtout attestés pour les niveau 8 et 7 qui comprennent les principaux édifices monumentaux.
Le palais royal occupe le centre de la colline. Deux constructions s'y succèdent. La plus ancienne, le Vieux Palais, correspond au niveau archéologique 8. Ses ruines ont été repérées sur 80 mètres, enfouis sous les murs du palais qui lui succède. Ses propres fortifications sont épaisses de quatre mètres. Il ne s'agit pas d'une structure unique mais d'un ensemble comprenant au moins trois bâtiments, certaines pièces ayant manifestement été rajoutées au fil du temps selon les besoins. La partie nord, aux sols pavés de pierre, comprend une grande salle entourée d'annexes comme des cuisines au sud. Cet édifice est détruit par un incendie et a livré peu d'objets.
Le palais royal du niveau 7 est surnommé « palais de Warshama », d'après le nom d'un des rois qui l'occupe. C'est un édifice fortifié de 120 × 110 mètres, construit en briques crues, bois et argile sur des fondations de pierre de 2,5-4 mètres de profondeur dans lesquelles sont encastrées des poutres de bois. Il est organisé autour d'une cour centrale, relié aux pièces qui le composent par des corridors, et l'épaisseur des ces murs indique qu'il avait un étage. La partie nord de l'édifice, la mieux préservée, comprend 42 pièces. L'entrée principale est située à l'ouest, gardée par deux tours, avec une poterne dans sa partie sud. Son architecture annonce celle des palais de l'empire hittite. L'édifice a livré quelques tablettes, des scellements, de la céramique. Il est également détruit par un incendie, et il est probable que les documents et objets les plus importants aient été enlevés avant la catastrophe ou après. Ses poutres en bois ont permis de dater sa construction par le procédé de dendrochronologie : le palais aurait été construit vers 1836-1825 av. J.-C., et restauré par endroits vers 1775-1764 av. J.-C..
Pour le niveau 8, un autre palais a été dégagé dans la partie sud du tell. Il est long d'un peu moins de 90 mètres. Il n'en reste plus grand chose puisqu'il a été détruit par la construction de la muraille hellénistique. Il comprend un long corridor en partie couvert de planches de bois et de pierres plates, conduisant à une grande cour, des pièces de srvice, des magasins, des pièces à vivre, et il avait un étage qui devait servir d'espace de résidence et de réception de la famille royale. Il est également détruit dans un incendie et a livré peu de matériel, surtout de la poterie.
Deux édifices datés du niveau 7, de plan identique et séparés d'une quarantaine de mètres, ont également été mis au jour. Ils mesurent environ 27 × 22 mètres, avec des projections en forme de tourelles à leurs angles. Il s'agit probablement de temples, mais là encore ils ont été détruits par l'incendie et ont livré très peu de matériels permettant de mieux comprendre leur fonction. S'il s'agit bien de temples, alors il est tentant de les identifier à ceux que le roi Anitta proclame avoir construit à Nesha.
Un édifice rectangulaire de 18 × 7,5 mètres est daté de la même époque. Une de ses pièces a livré pour 3 tonnes de pièces d'obsidienne brute, une autre la dague au nom du roi Anitta.
À partir de 2019 un édifice public monumental en pierre daté du Bronze moyen a été dégagé dans la partie sud-ouest du tell, à l'ouest d'une grande esplanade pavée de pierres. Ses murs en pierre sont préservés par endroits jusqu'à 4 mètres de hauteur. Il est composé de deux grandes pièces enterrées, accessibles par un escalier, le bâtiment qui les surplombait ayant disparu. Une des pièces a livré deux grandes jarres indiquant une fonction de stockage.

### Société et économie
La population de la ville de Kanesh (qui couvre alors au moins 170 hectares, probablement plus) et de ses alentours au début du IIe millénaire av. J.-C. a été estimée approximativement à une vingtaine de milliers d'habitants voire plus.
Les Assyriens désignent les Anatoliens par le terme générique et englobant  nuwa'um, mais en pratique la population du royaume de Kanesh est mixte ethniquement et linguistiquement, ce qui est visible par les noms de personnes et quelques termes non assyriens présents dans des tablettes. Le principal groupe sont les Hittites, ou du moins ceux que la recherche moderne désigne ainsi, des populations parlant la langue indo-européenne qui devait par la suite être celle de l'empire hittite. Durant l'époque hittite, postérieure aux archives de Kanesh, cette langue était d'ailleurs désignée comme Nésite (nesili), « langue de Nesha », c'est-à-dire Kanesh. Une autre population indo-européenne est attestée, les Louvites. Les autres groupes apparaissant dans les textes sont les Hattis, présents dans la région de la boucle du Kizil Irmak, qui parlent une langue sans parenté connue. Des personnes portent également des noms hourrites, une population importante surtout en Haute Mésopotamie. Les Assyriens constituent quant à  eux un groupe limité numériquement, mais important économiquement et aussi culturellement puisque leur écriture est adoptée par les administrations locales, ce qui suppose un apprentissage de l'assyrien.
L'élite du royaume de Kanesh est constituée par la famille royale et celles des détenteurs de principales charges administratives. Ils possèdent le plus grand nombre de terres, qui circulent en leur sein puisque le roi donne à ses proches des domaines, voire des villages entiers, en cadeau ou pour rémunérer leur fonction à son service,. Les mieux connu de ces dignitaires est Peruwa, chef des pasteurs (donc en charge des troupeaux) du palais, qui vivait dans la plus grande demeure mise au jour dans la ville basse (224 m2), dans un quartier principalement occupé par des Anatoliens. Il a laissé une archive de 64 textes rédigés en paléo-assyrien, qui reflète donc l'influence des marchands assyriens sur le milieu dirigeant du royaume de Kanesh qui vivait à leur contact. Il ne semble pas pour autant être impliqué dans le commerce, puisque ces tablettes documentent surtout les prêts qu'il octroie à des autochtones, ainsi que des achats d'esclaves et de propriétés foncières.
L'essentiel de la population du royaume est constituée de ruraux libres, mais pauvres (ḫupšum), surtout des paysans pratiquant une agriculture vivrière qui devait à peine leur fournir de quoi survivre, sur des domaines du palais ou des élites. La précarité de leur condition les fait souvent contracter des dettes auprès de riches anatoliens ou de marchands assyriens, les soumettant à un endettement qui pouvait devenir insoutenable,. En effet l'esclavage pour dette est présent, concernant les personnes endettées elles-mêmes ou des membres de leur famille, et dure le temps de rembourser une certaine somme, souvent équivalente au double de la dette initiale. Ils sont employés dans un cadre domestique. L'administration supervisait les ventes d'esclaves anatoliens,.
L'organisation familiale est surtout connue par le biais des mariages contractés entre des marchands assyriens et des femmes anatoliennes, qui reposent en bonne partie sur les coutumes locales et sont supervisés par le roi et un haut dignitaire. Les deux époux ont un statut égal : ils possèdent le patrimoine en commun et peuvent chacun demander le divorce. Le père de famille a néanmoins le pouvoir de mettre en gage son épouse et ses enfants lorsqu'il contracte un prêt, et ils deviennent la propriété du prêteur s'il ne parvient pas à le rembourser. L'adoption est attestée par des contrats. Elle peut concerner des jeunes adultes qu'un couple sans enfant adopte afin qu'il s'occupe d'eux durant leurs vieux jours. Sont aussi attestées des indivisions entre frères partageant la propriété du patrimoine de leurs parents âgés, même si certains sont déjà mariés. Le patrimoine est divisé à la mort des parents.
L'agriculture et l'élevage sont les principales activités des populations de l'Anatolie centrale du Bronze moyen. Les céréales cultivées sont principalement le blé et l'orge, sur des champs non irrigués mis en jachère une année sur deux. Le sésame est cultivé pour fabriquer de l'huile qui sert aussi bien pour l'alimentation, l'éclairage que la confection de parfums. Des champs irrigués permettent de pratiquer la culture d'arbres fruitiers, de légumes et d'aromates. Les oliviers et la vigne font partie des cultures de la région. Les terres sont possédées par le roi (le « palais » au sens institutionnel), ses proches auxquels il en distribue, et des fermiers. Certaines terres sont concédées par le palais contre une obligation de service. Le palais prélève également une taxe constituée par une portion de la récolte, qui peut être très élevée dans le cas de personnages possédant des villages entiers. Les animaux élevés sont avant tout les moutons et les chèvres, mais on trouve aussi des bovins et des porcs. Le palais possède les troupeaux les plus importants, qui lui permettent notamment de produire de la laine. Il élève aussi des ânes, des chevaux et des chiens,.
Bien qu'elle ne soit pas située dans une région minière, Kanesh est un important lieu pour le commerce des métaux, ne serait-ce que par la présence des marchands assyriens dont l'implantation en Anatolie est motivée par la recherche d'argent et d'or. Ils y amènent de l'étain (originaire d'Asie centrale), qui sert à faire du bronze, en étant allié avec le cuivre extrait en Anatolie. Des forgerons travaillent les métaux à Kanesh : des ateliers ont été mis au jour dans la ville basse, avec des moules pour faire des outils, des armes, et des lingots, des cuves à fonte, des soufflets. Les sources textuelles confirment l'existence de pots, des chaudrons, de couteaux, de bêches, de haches, de faux etc. en bronze,.
Les échanges de biens peuvent se faire sous différentes modalités. Il y avait des marchés où se vendent du grain, des bêtes, des esclaves, et divers autres biens. Les marchands assyriens vendent de l'étain et des étoffes au palais et à l'élite.

### Culture matérielle
La culture anatolienne connaît des changements durant l'âge du Bronze moyen, et la présence assyrienne n'y est pas pour rien. Cela est avant tout visible dans l'écriture, puisque les rois anatoliens, dont ceux de Kanesh, adoptent l'écriture cunéiforme paléo-assyrienne et avec elle des méthodes d'administration originaires de Mésopotamie et de Syrie. Cela est rendu possible par la présence durable de comptoirs assyriens qui ont favorisé les échanges culturels (voir plus bas),. Des céramiques et des sceaux-cylindres sont importés de Mésopotamie, faisant évoluer les traditions locales pour le second type d'objet.
Les résidences situées dans la ville basse s'inscrivent dans la tradition anatolienne, aussi bien par leur architecture que leur contenu, et ce quelle que soit l'origine de leurs occupants puisque les résidents Assyriens vivent dans des habitations aménagées à la manière locale. Elles sont accolées les unes aux autres et reposent sur des fondations de pierre, sur lesquelles sont érigés des murs en briques d'argiles crues supportées par des poutres en bois. Les sols sont en terre battue, mais dans quelques cas les grandes pièces sont pavées. Ces résidences comprennent de 2 à 6 pièces à leur rez-de-chaussée, et ont en général deux étages. On repère une division bipartite entre la partie résidentielle et celle des archives et des magasin. Les quartiers comprennent des blocs de plusieurs maisons (6 à 8 en général) séparées par des rues et des places, qui disposent pour beaucoup de pavements et sont assez large pour faire passer des chars. Des canaux d'évacuation des eaux usées sont enfouis sous les rues.
La glyptique est connue grâce à la découverte de sceaux à Kültepe et sur d'autres sites de la période (un certain nombre de provenance exacte inconnue) et les empreintes de sceaux sur des tablettes. Se repèrent quatre groupes stylistiques majeurs pour les sceaux-cylindres : des sceaux de type paléo-babylonien, avec les scènes dites « de présentation » (d'un fidèle, guidé par une divinité, rendant hommage à une divinité majeure assise sur un trône) ; paléo-assyrien, avec notamment des scènes de procession ; paléo-syrien, avec des petites représentations ; paléo-anatolien, à l'iconographie foisonnante combinant divers éléments et ne laissant pratiquement pas d'espace vide. Durant l'époque du Karum Ib les administrations anatolienne emploient de plus en plus des sceaux-cachets, figurant des motifs géométriques, floraux et animaux,.

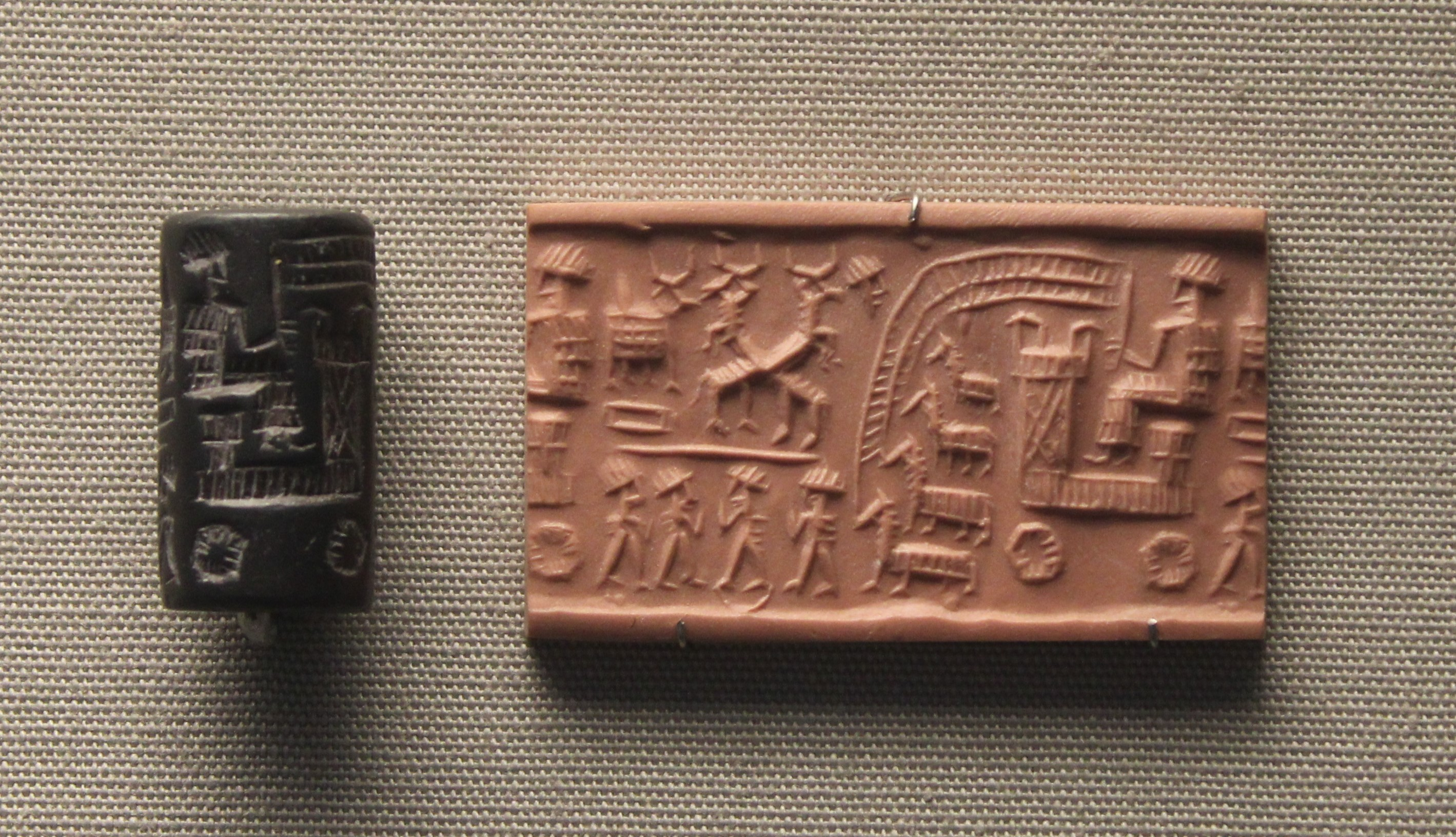
Sceau-cylindre paléo-assyrien avec impression, personnage sur un chariot à quatre roues, tiré par quatre équidés (des ânes ?). Sur la partie gauche, plusieurs personnages et un autel à tête de taureau. British Museum.
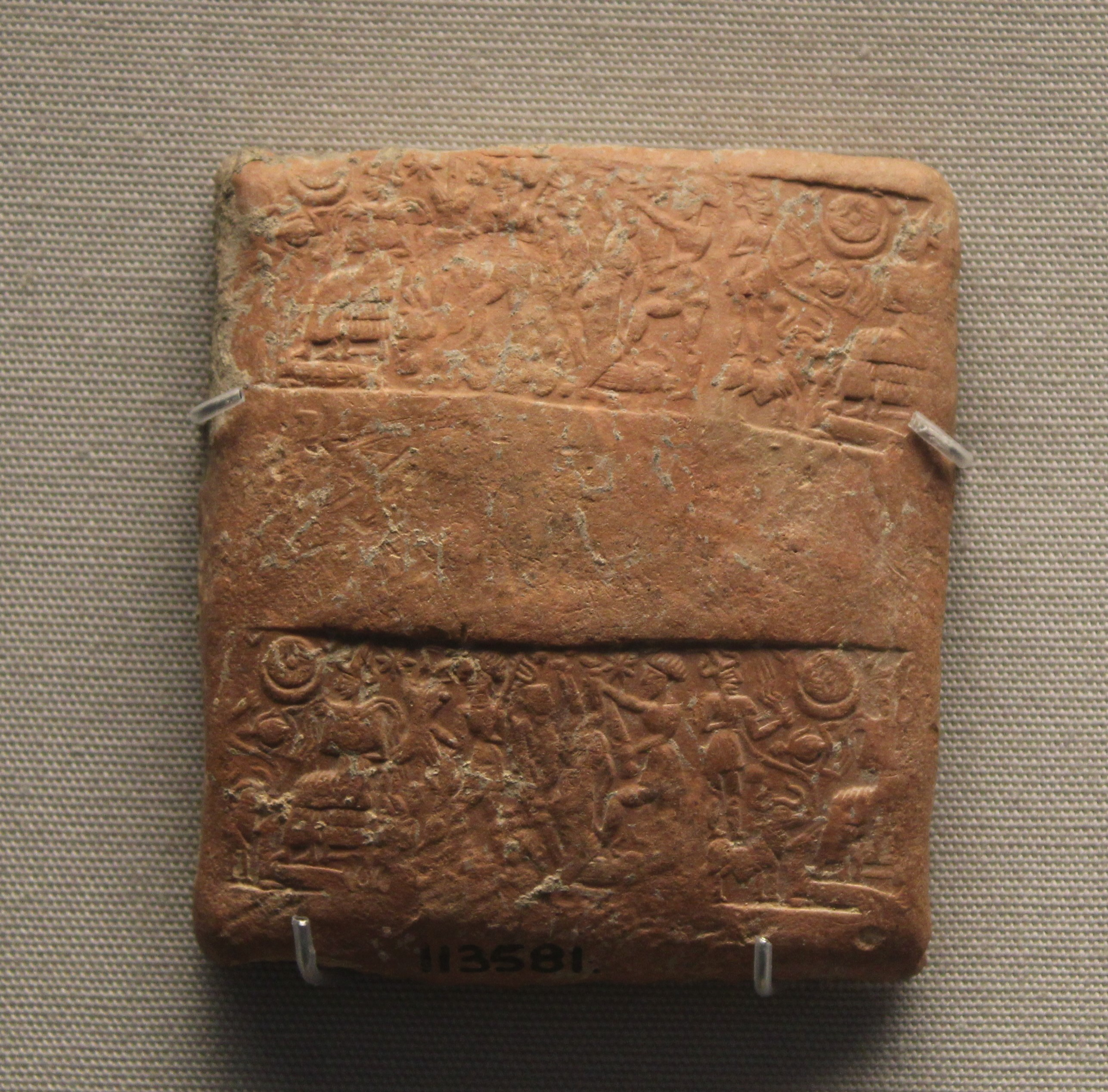
Enveloppe de tablette avec impression de sceau-cylindre représentant une scène mythologique avec des divinités et des héros. Kültepe, British Museum.
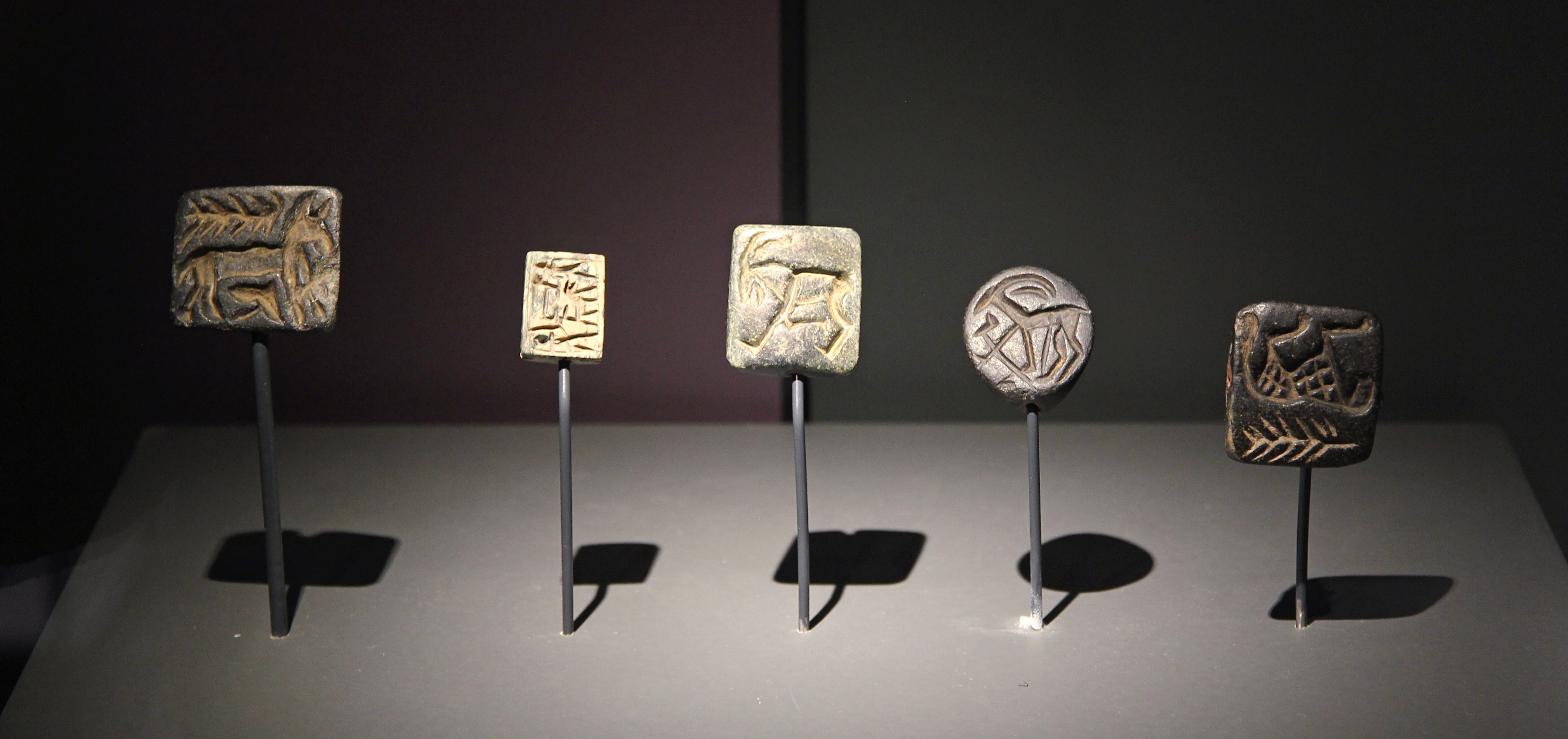
Sceaux-cachets. Kültepe et autres sites anatoliens, Musée archéologique de Kayseri.
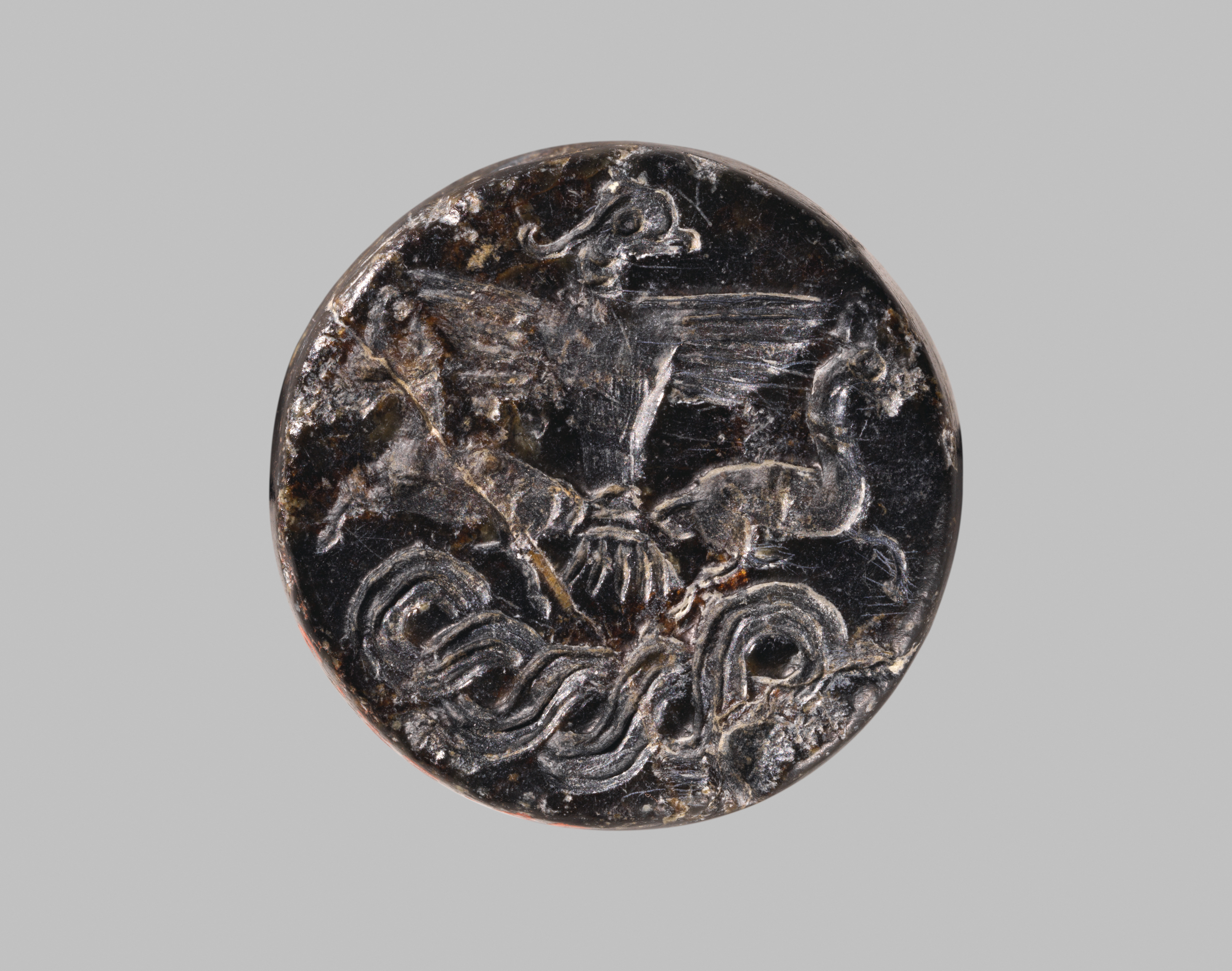
Sceau-cachet représentant un rapace tenant deux animaux à cornes avec ses serres. Anatolie, Bronze moyen, Metropolitan Museum.

Kanesh semble avoir disposé à cette période d'une tradition de production de poterie réputée, qui présente des points communs avec les autres centres de production anatoliens (notamment Alişar) et est remarquable par la variété de formes et de décors qu'elle propose et aussi son inventivité puisque des évolutions se décèlent entre les phases du Karum II et I. Les espaces de stockage comprennent des grandes jarres et pots. La vaisselle mise au jour dans les résidences est ainsi très diverse, certains modèles étant probablement plutôt produits pour des usages rituels ou funéraires que pour la table. La tradition anatolienne est en particulier caractérisée par des vases à boire (rhyton) peints et prenant des formes animales au niveau des poignées ou dans leur intégralité (zoomorphes). Ils représentent des taureaux, des béliers, des lions, des antilopes, des oiseaux. D'autres prennent la forme de bateaux et de bottes, ou d'êtres humains.

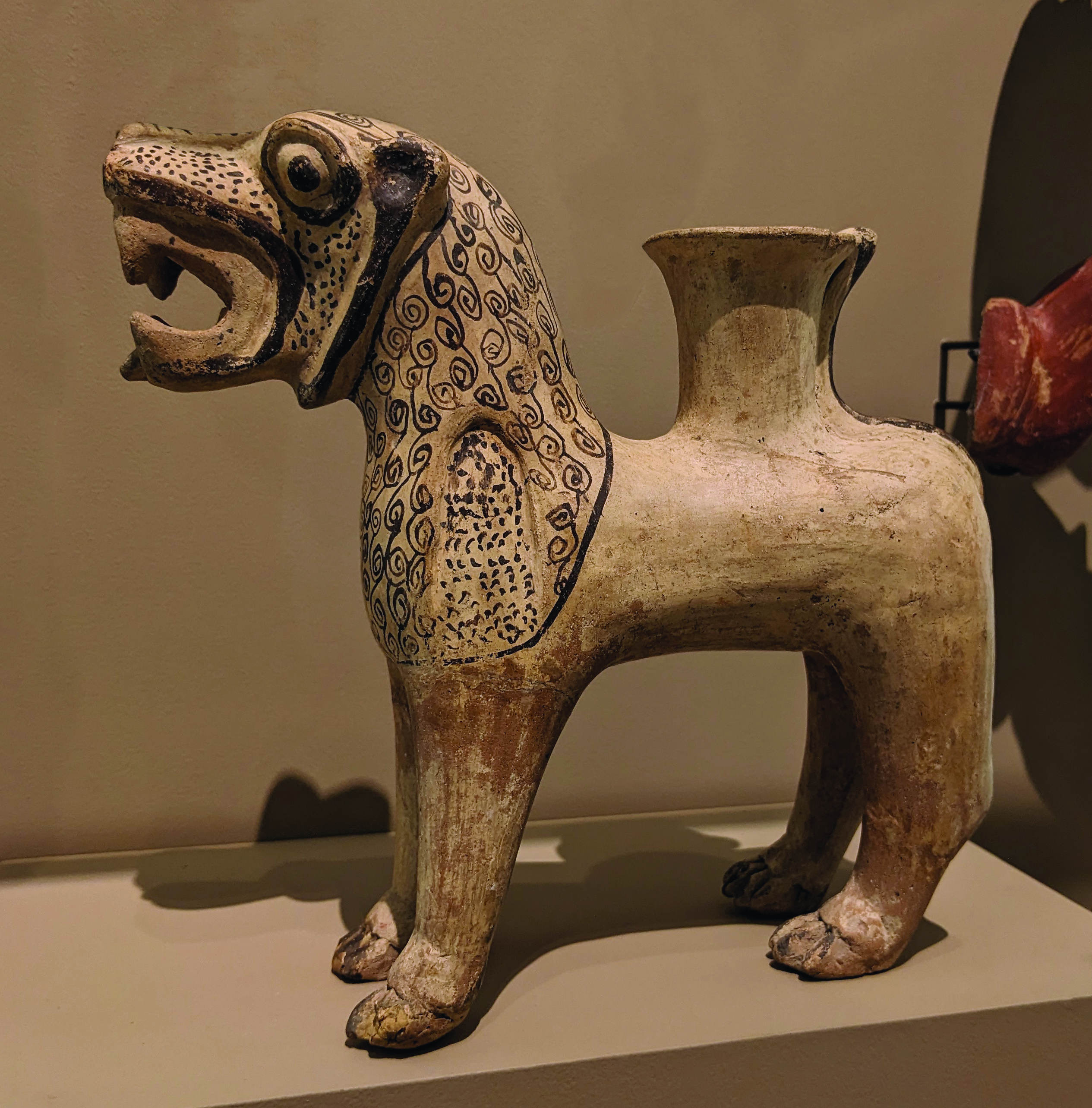
Vase en forme de lion. Kültepe, Musée du Louvre.
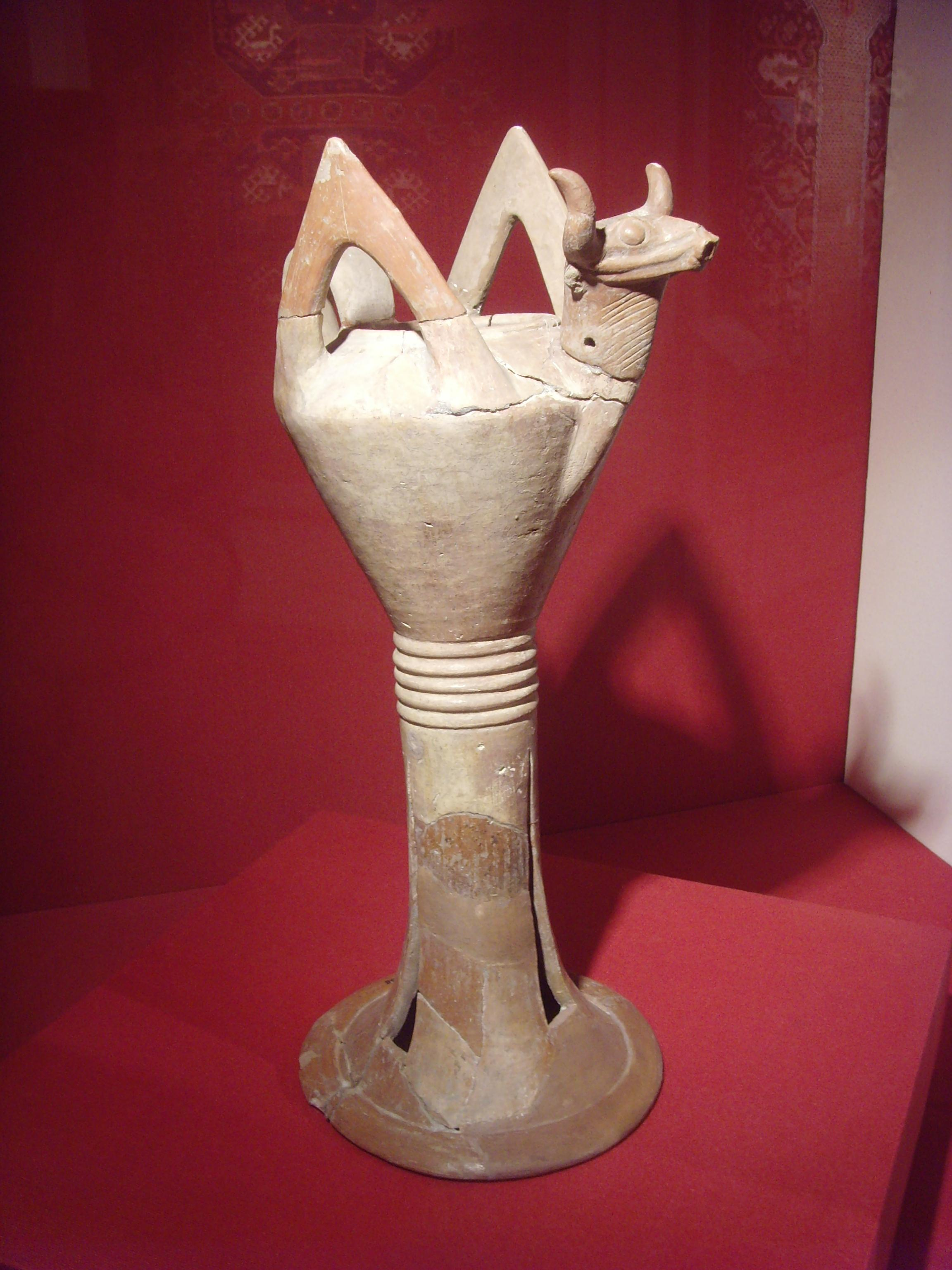
Vase à protomé de taureau. Kültepe, Musée des civilisations anatoliennes.
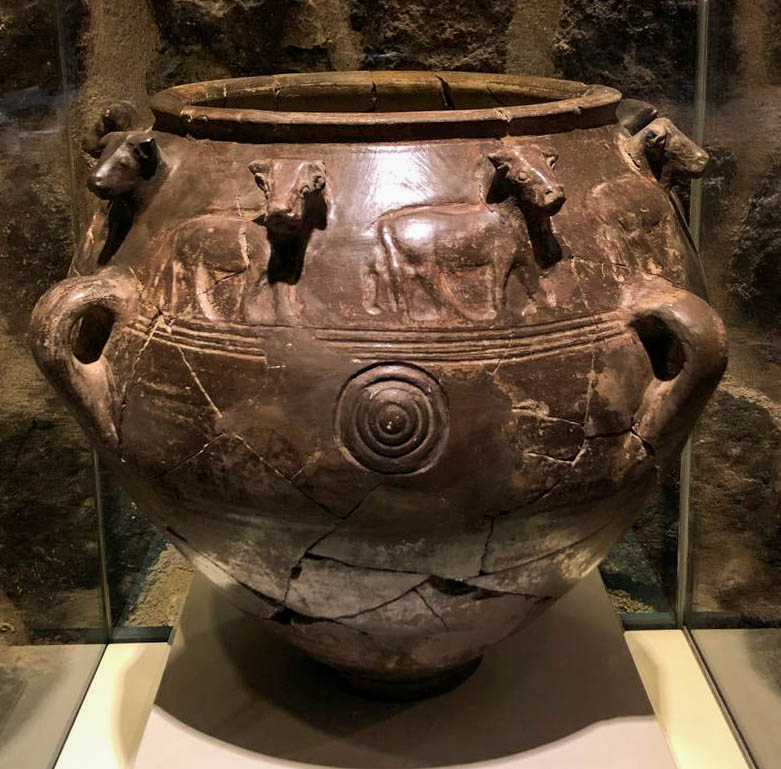
Vase avec une frise de taureaux imprimés et tête en protomé. Kültepe, Musée des civilisations anatoliennes.
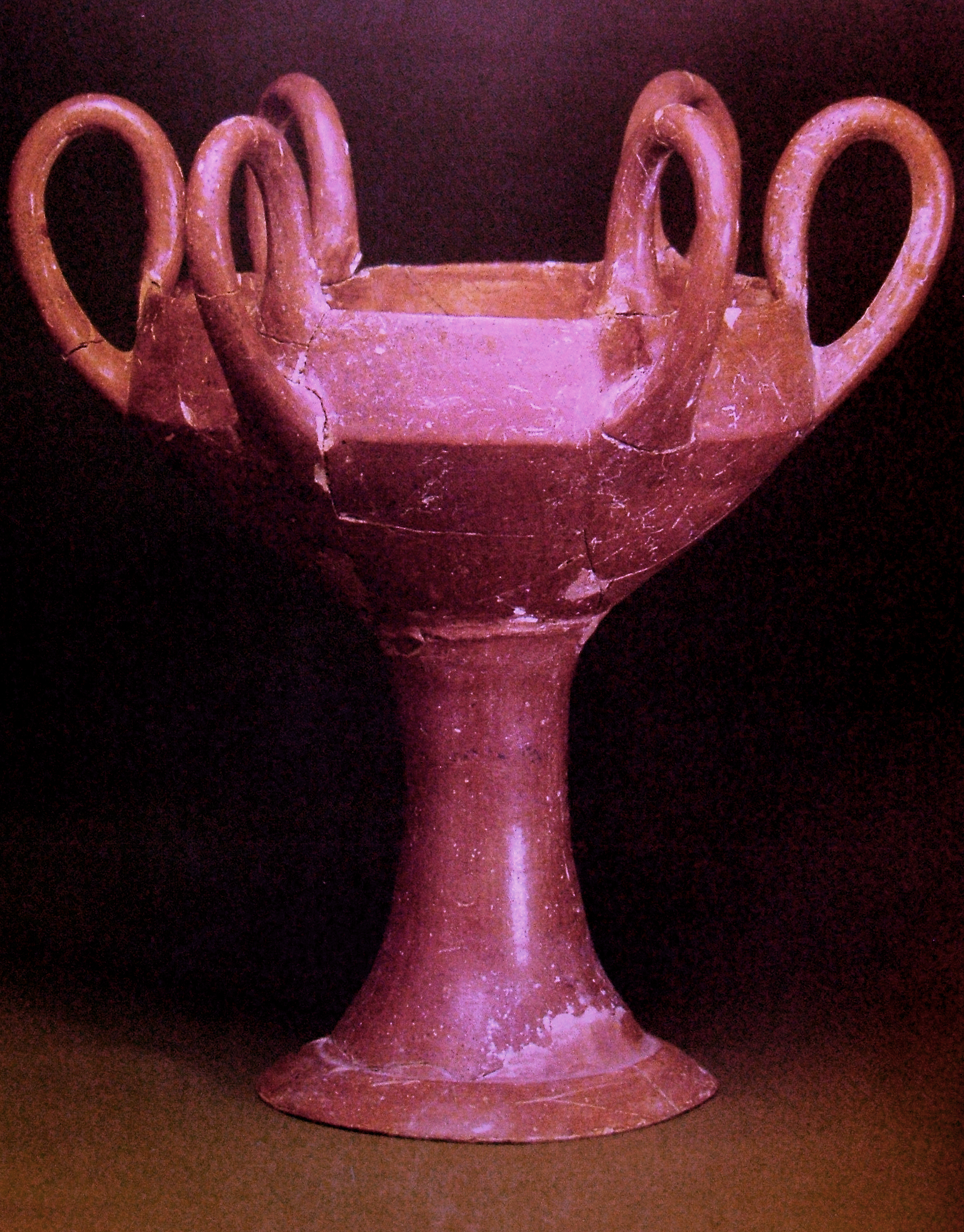
Vase à pieds à six anses. Kültepe, Musée des civilisations anatoliennes.
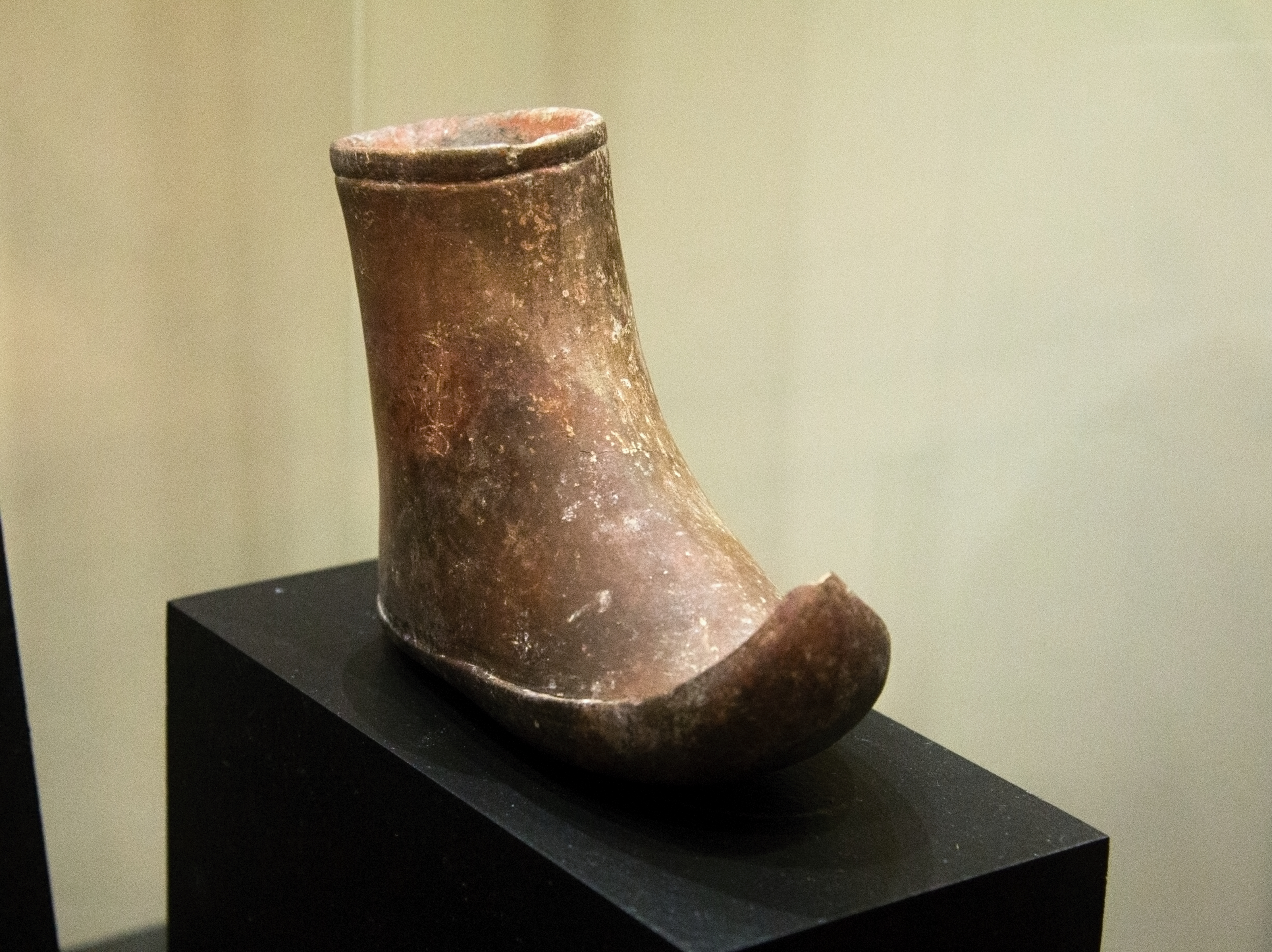
Vase en forme de botte. Kültepe, Palais Kinský (Prague).
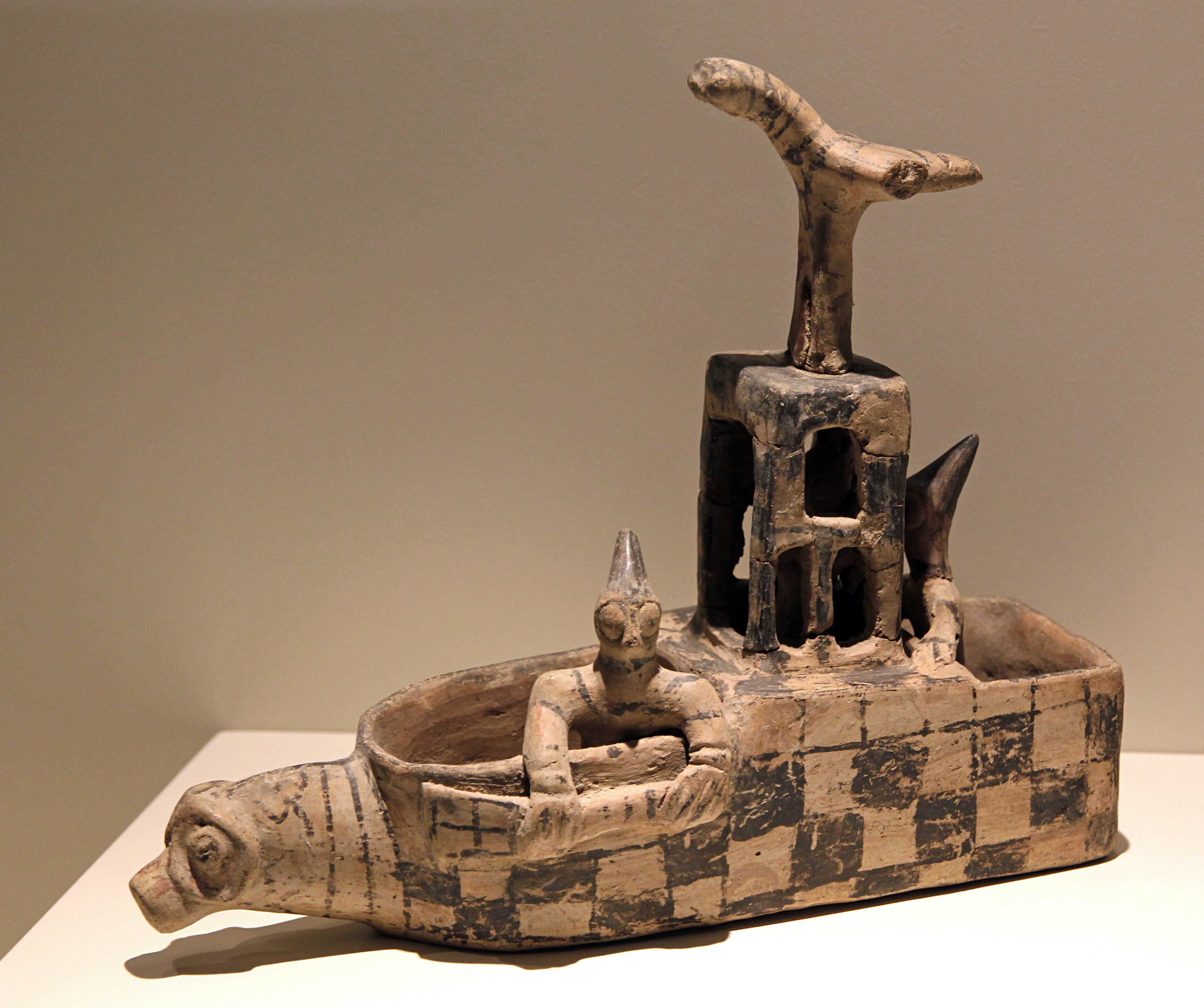
Vase en forme de bateau. Kültepe, Musée des civilisations anatoliennes.
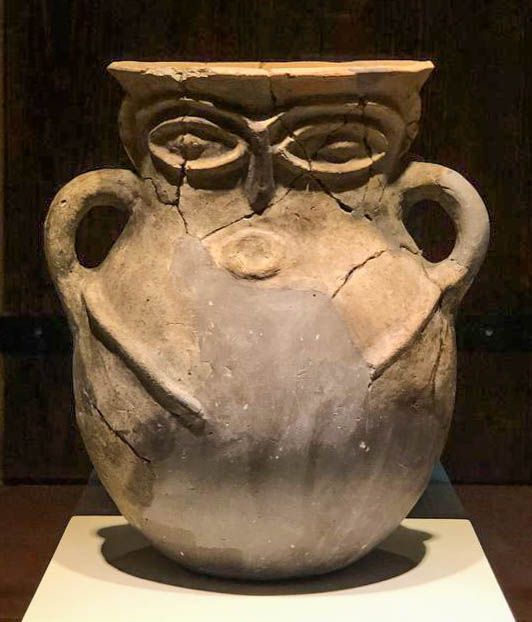
Vase avec visage humain. Kültepe, Musée des civilisations anatoliennes.

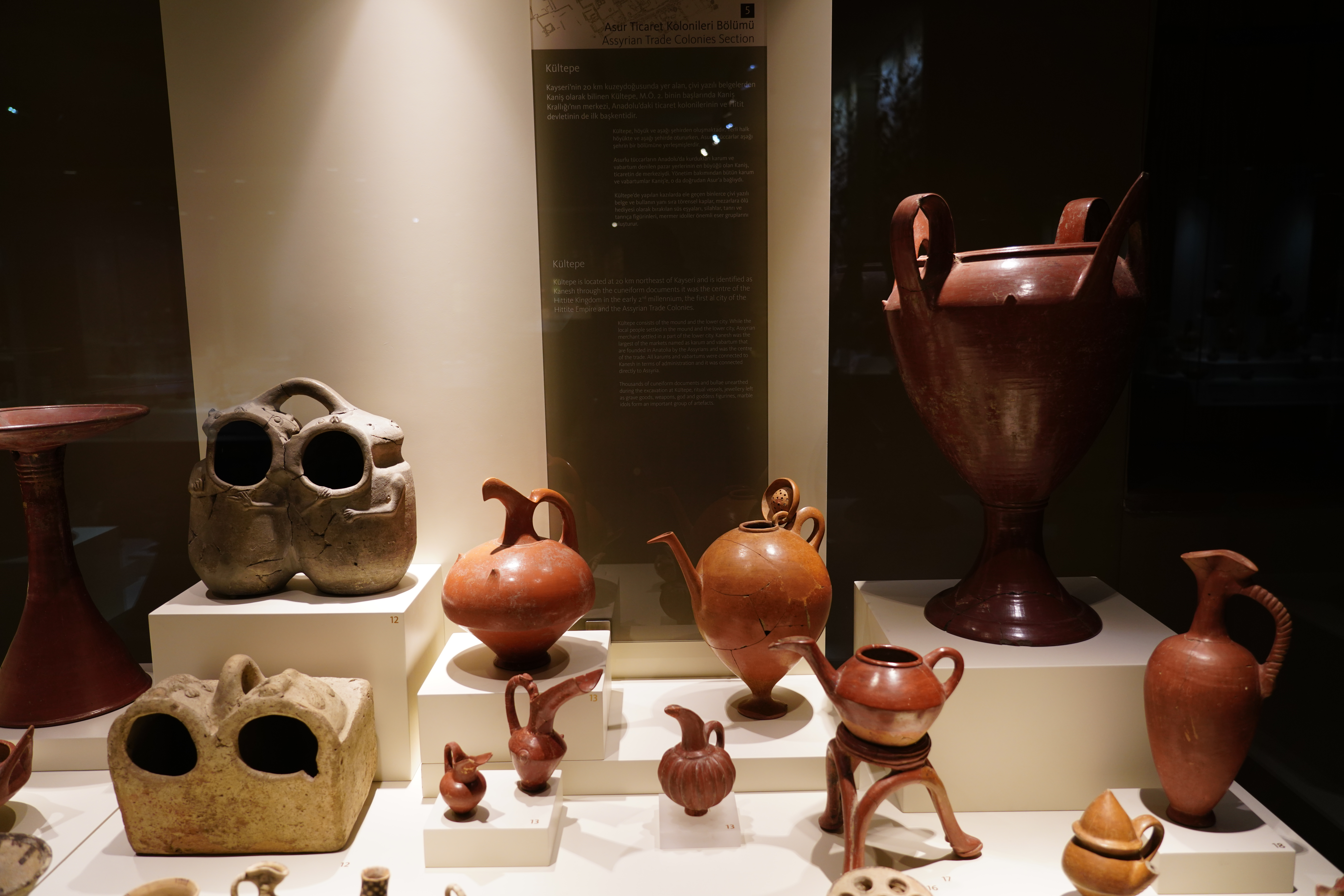
Vitrine comprenant différents types de vases. Kültepe, Musée des civilisations anatoliennes.
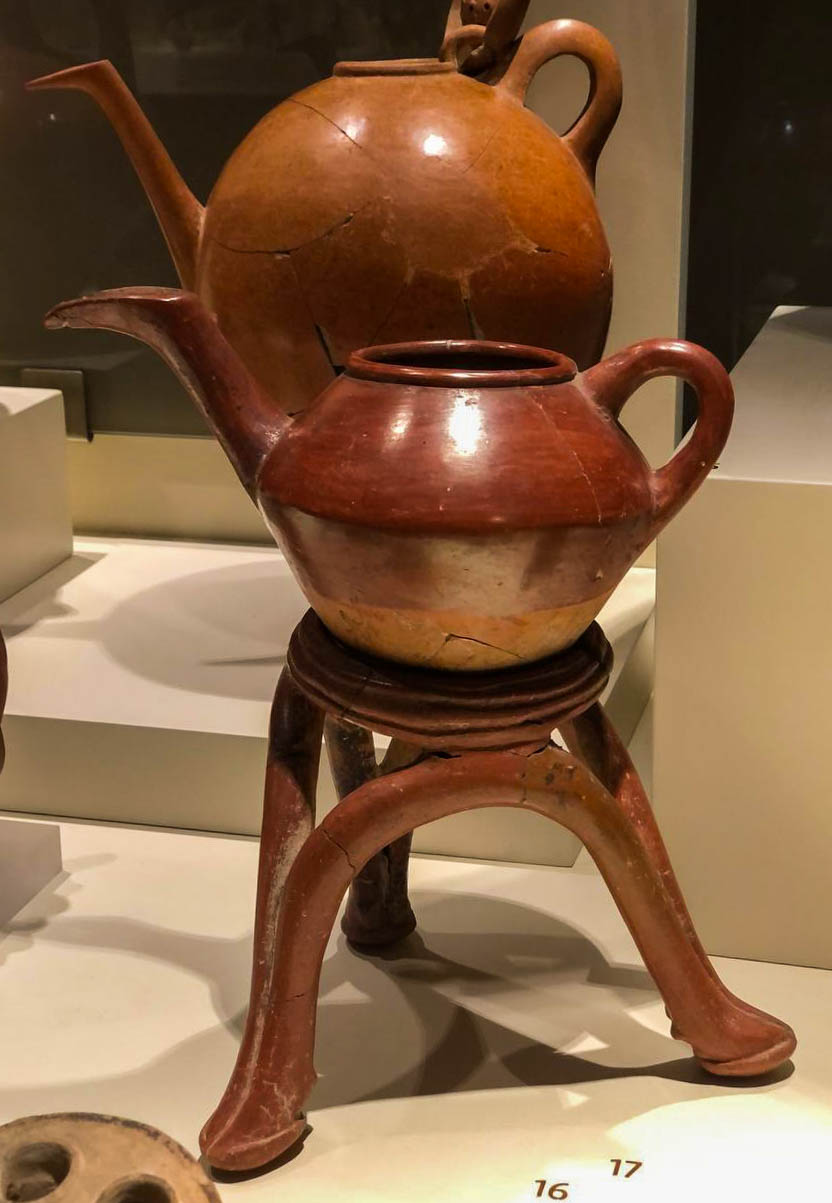
Aiguière sur trépied. Kültepe, Musée des civilisations anatoliennes.
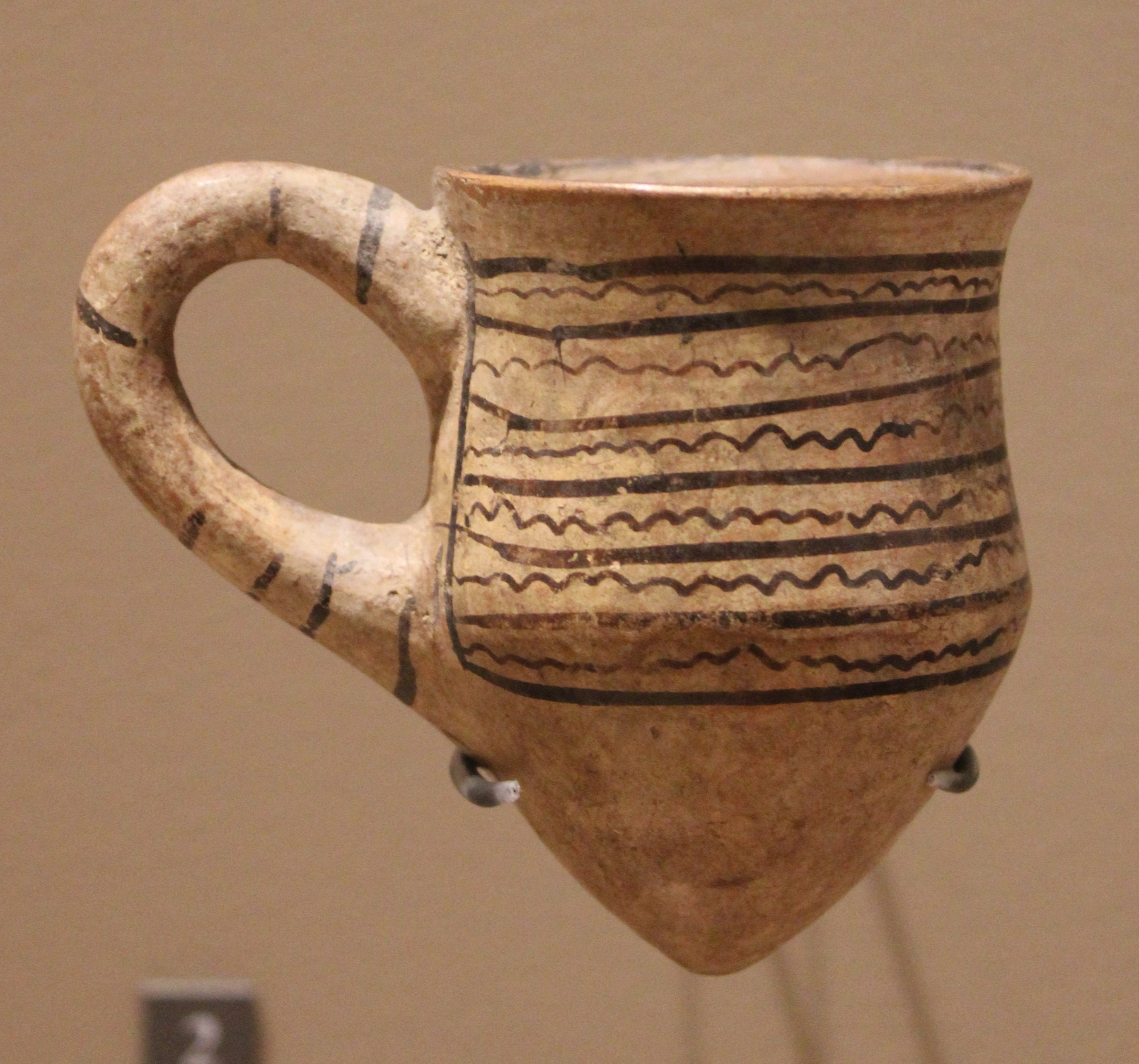
Chope miniature à fond pointu munie d'une anse, peinte de lignes ondulées. Kültepe, Musée du Louvre.
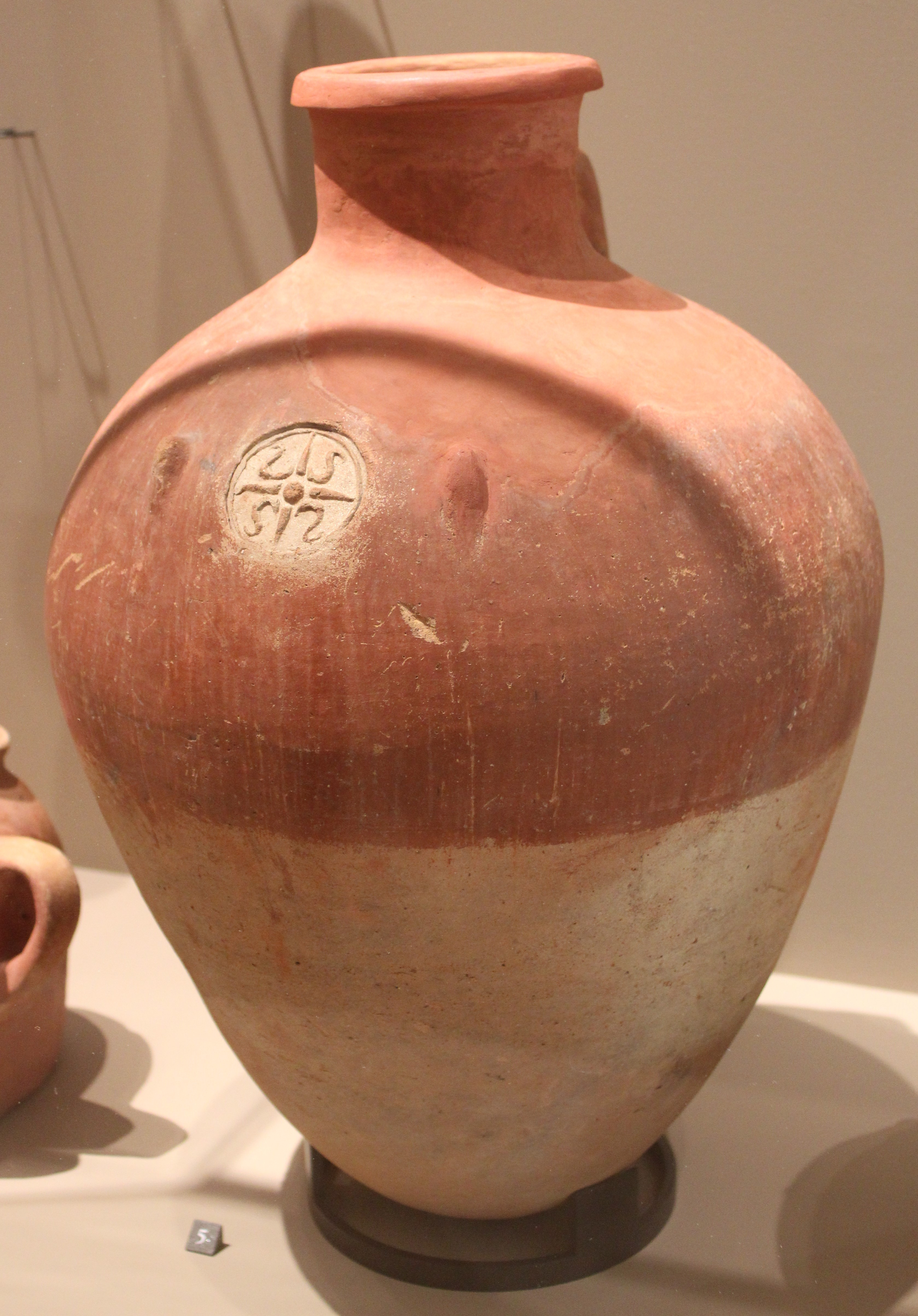
Jarre en terre cuite avec impression d'un symbole astral. Kültepe, Musée du Louvre.

Les sépultures, situées sous les résidences, ont également livré des figurines en ivoire, des bijoux en pierres précieuses et en métal, et de nombreuses armes, là encore s'inscrivant dans un contexte artisanal/artistique documenté par d'autres sites anatoliens de la même période. Les ateliers artisanaux fouillés dans le Karum ont livré des moules permettant de réaliser divers types d'objets. Les artisans locaux faisaient donc bon usage des métaux extraits en Anatolie et de ceux apportés par les marchands assyriens.

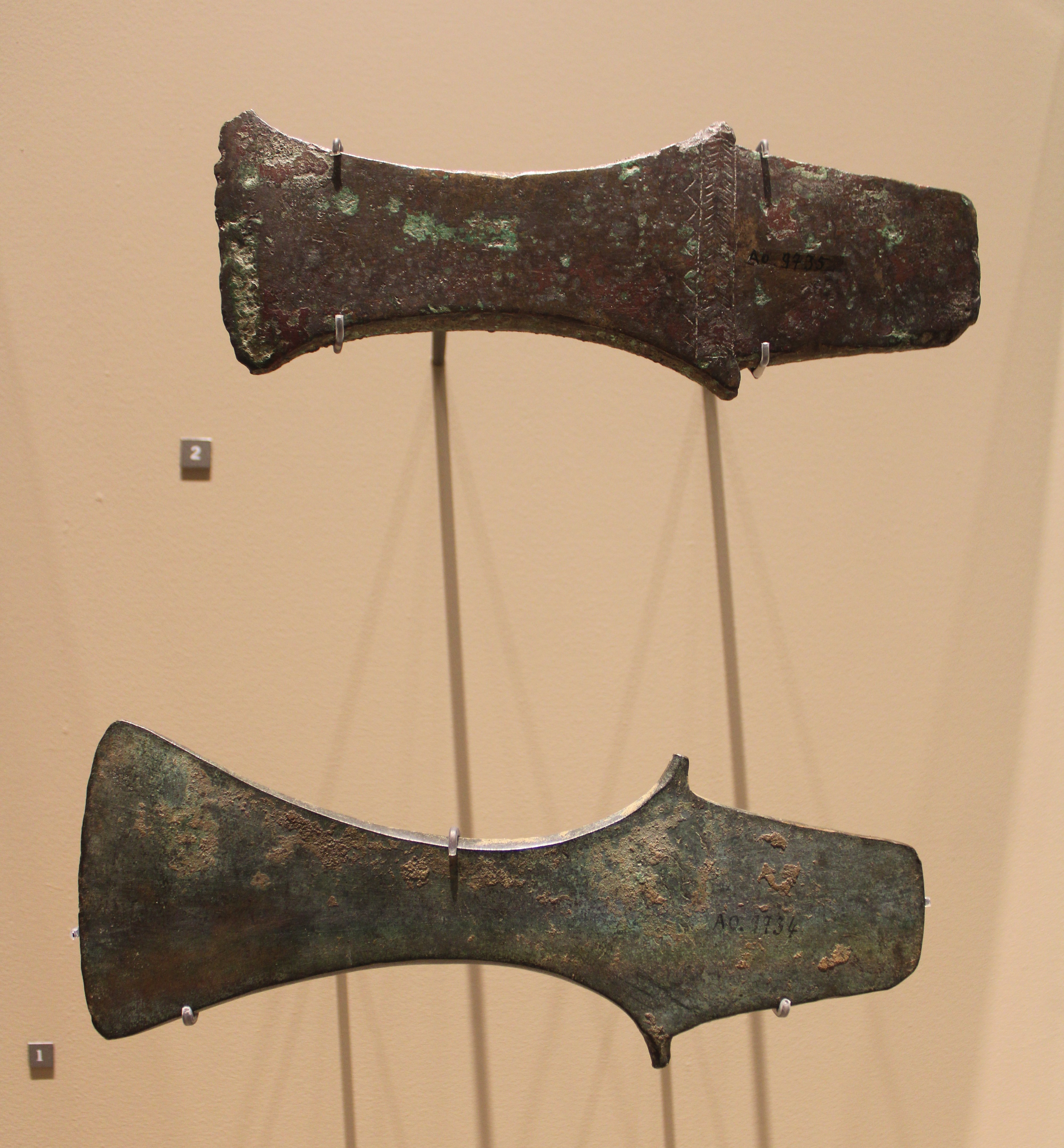
Haches plates en bronze à crans d'arrêt. Kültepe, Musée du Louvre.
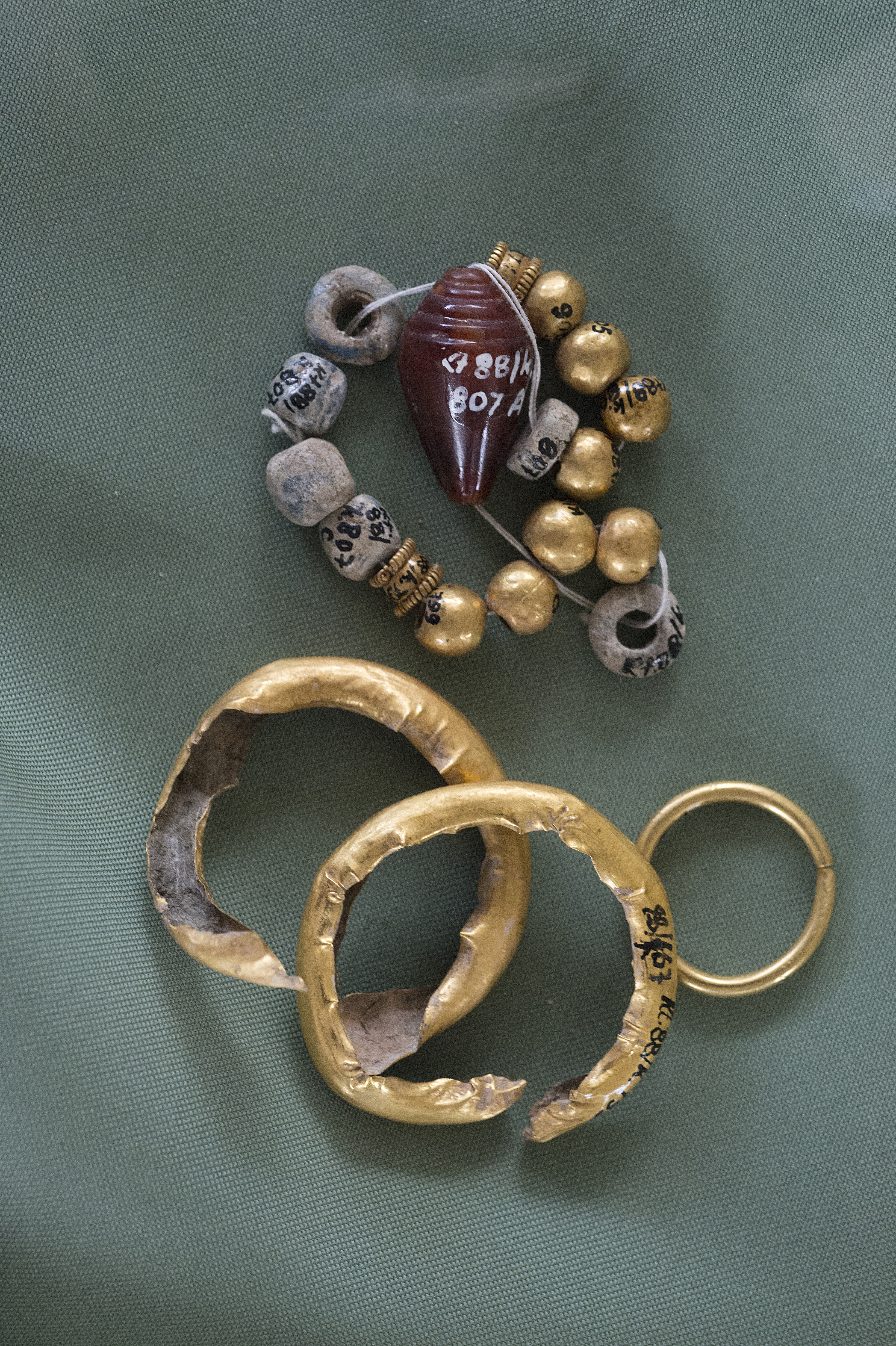
Joaillerie. Kültepe, Musée archéologique de Kayseri.
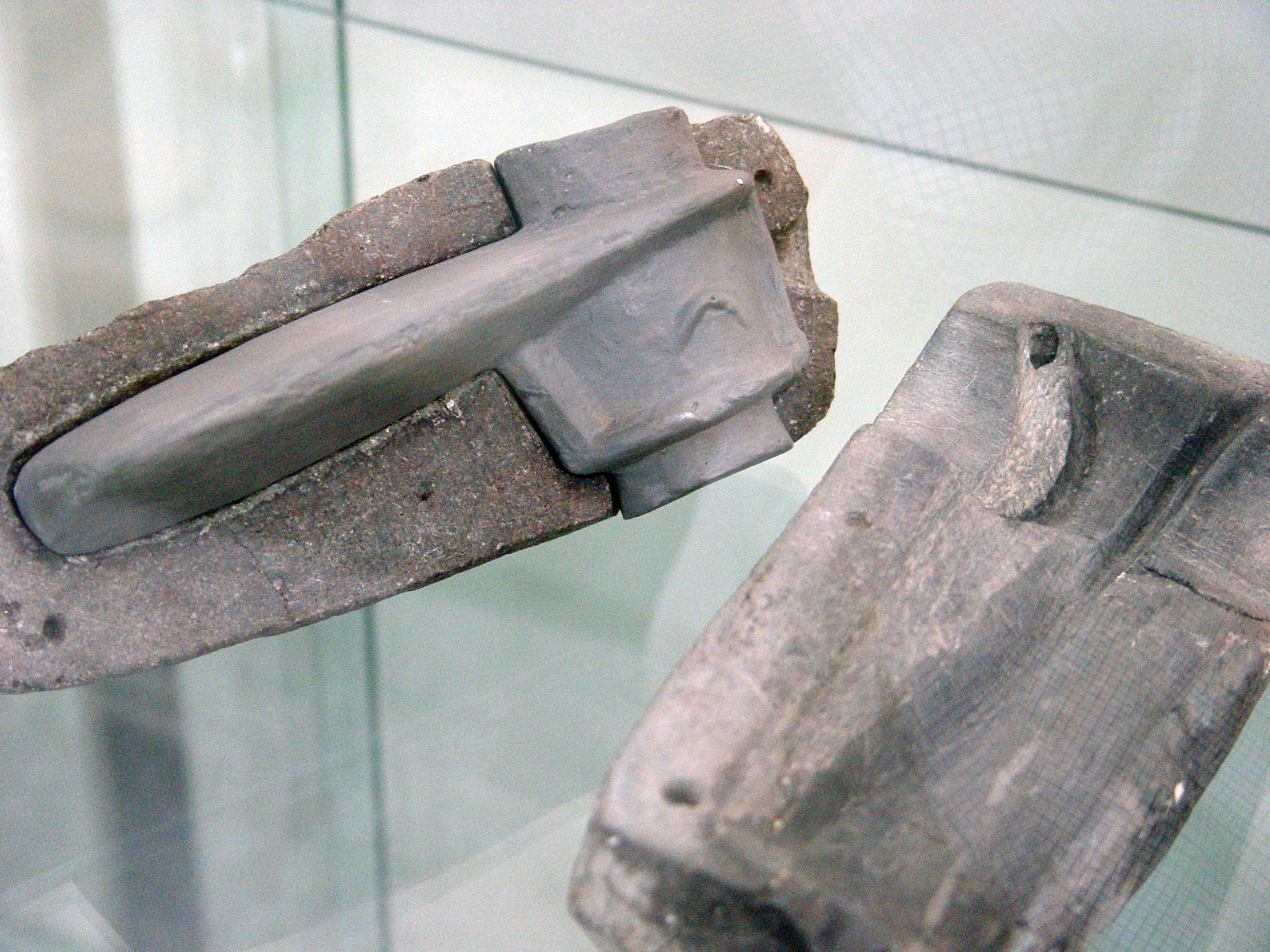
Moules à hache et couteau. Musée archéologique de Kayseri.

### Religion
La religion de la population de Kanesh transparaît dans plusieurs sources. La divinité tutélaire de la cité est Anna (apparemment une déesse, mais certains historiens y voient un dieu). D'autres divinités sont connues par les textes, notamment parce que leurs prêtres sont mentionnées, par exemple Hikisha, Harihari, Ilaliyanda, Nepash, Parka, Kubaba(t), le « Seigneur de la Bataille » (Bēl qablim), Nisaba (Halki), Pirwa, et les divinités personnifiant l'Orage et le Soleil, sans doute le couple divin dominant les panthéons anatoliens formé par le dieu de l'Orage (Nepash ?) et la déesse du Soleil (identique à Anna ?). Des rivières et montagnes divinisées apparaissent aussi, comme il s'en trouve plus tard dans la religion hittite. Des fêtes se déroulent en l'honneur des divinités qui sont les plus importantes, notamment à Anna et Nepash dont les temples sont également mentionnés,.
L'art comprend des figurines de dieux et déesses, fait en bronze, faïence, plomb, or et ivoire, et en argile. Les déesses sont représentées nues, tenant leurs seins dans leurs mains, debout ou trônant. Des moules servant à réaliser ce type d'objet ont été mis au jour, certains représentant des familles divines avec des enfants. On ne peut néanmoins pas identifier précisément quelles divinités sont représentées, peut-être plutôt des divinités protectrices domestiques. Il s'agit sans doute d'objets à usage religieux, et des tablettes confirment que les gens en possédaient à titre personnel. Parmi les découvertes les plus remarquables du Karum se trouve une représentation gravée dans une feuille d'or d'un dieu debout sur un lion, tenant deux armes dans ses mains, type de représentation qui annonce les images divines de l'époque hittite.

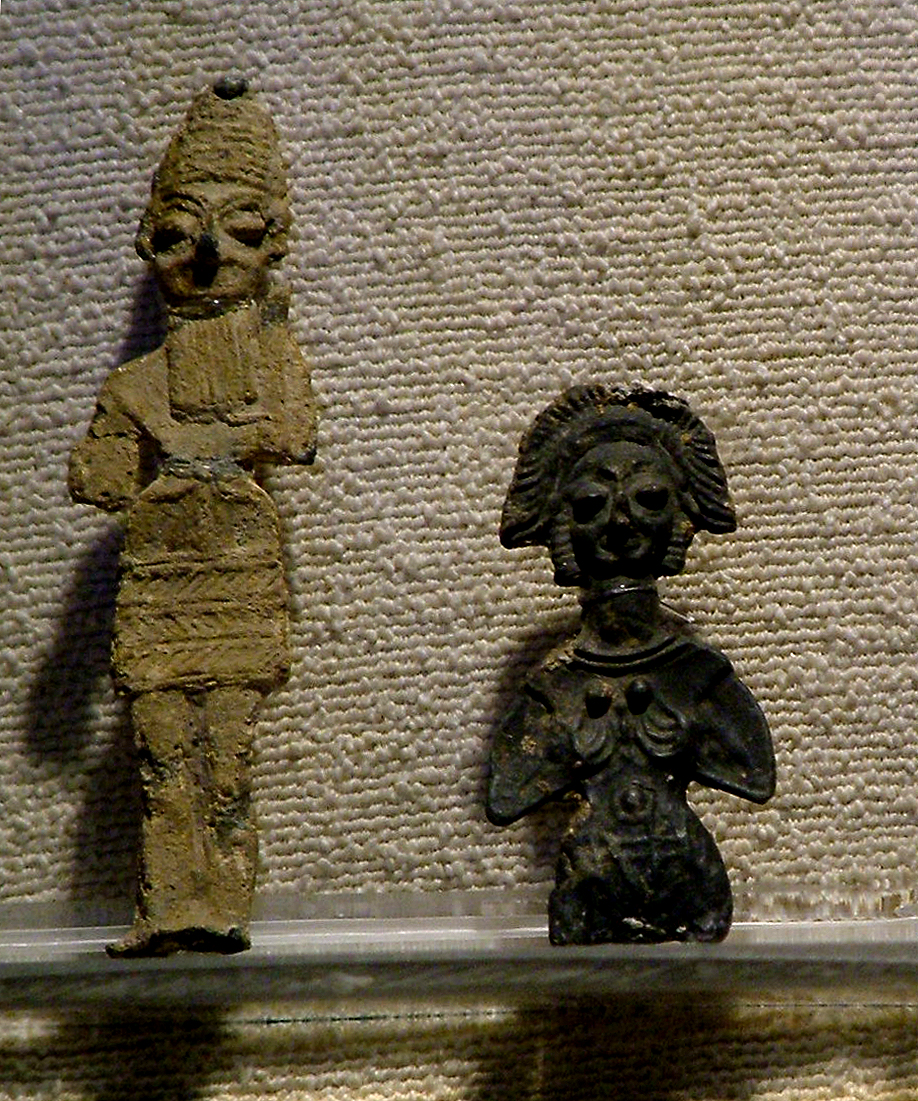
Figurines en plomb de divinités. Kültepe, Musée des civilisations anatoliennes, Ankara.
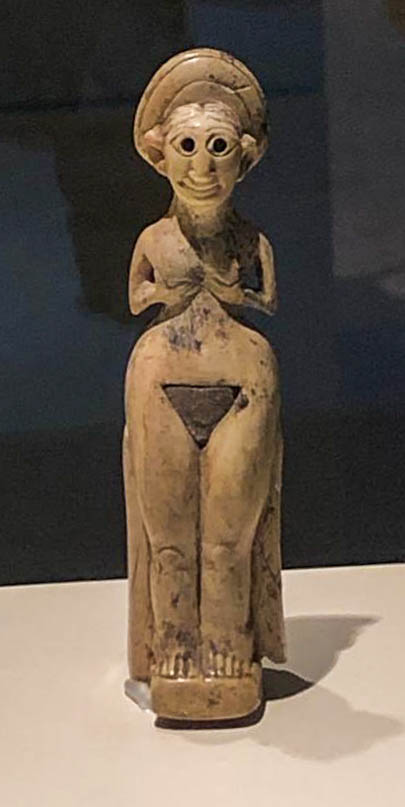
Figurine en ivoire de déesse nue. Kültepe, Musée des civilisations anatoliennes, Ankara.
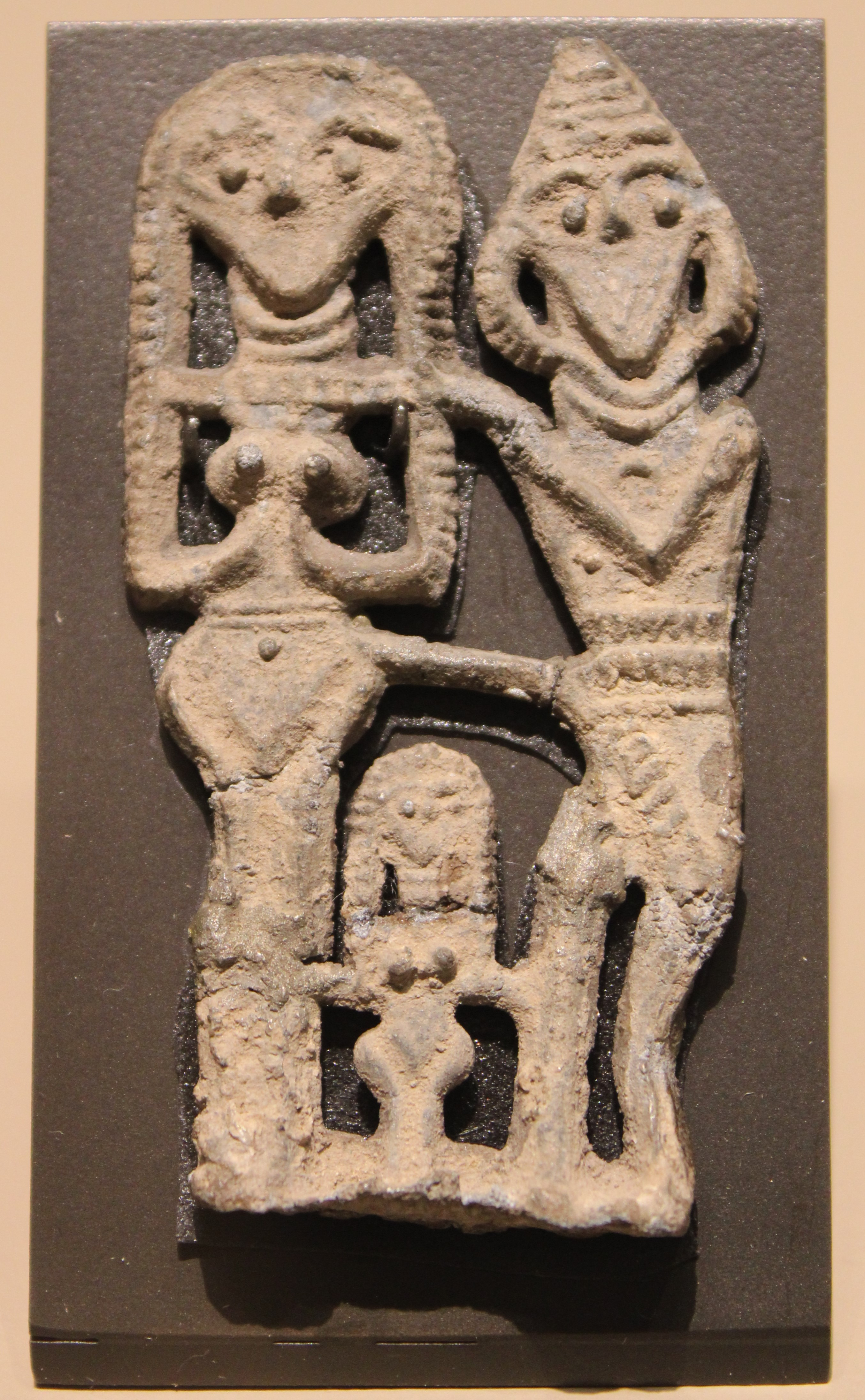
Figurine en plomb représentant une triade divine : couple avec un enfant au milieu. Kültepe, Musée du Louvre.
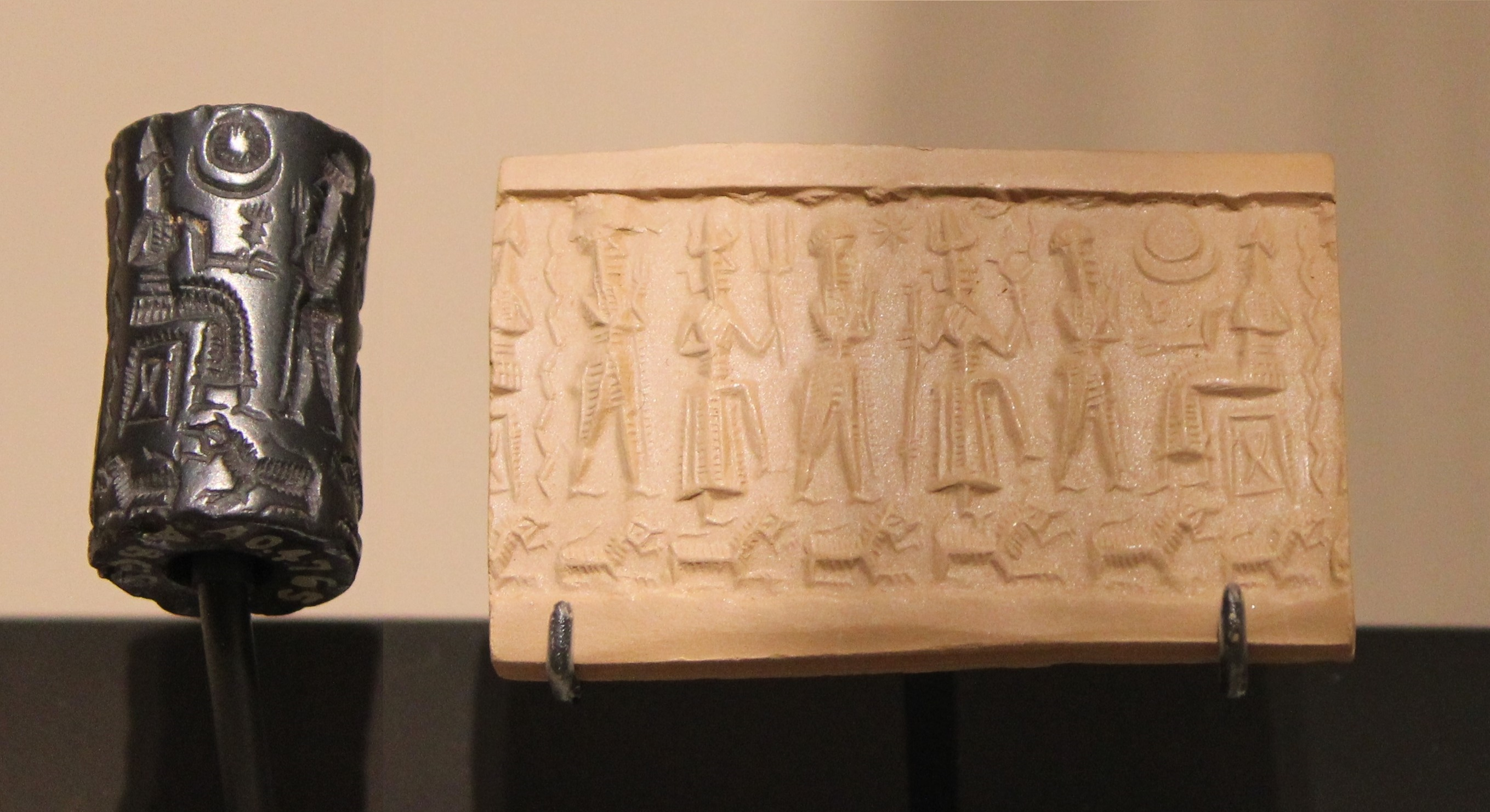
Sceau-cylindre avec impression, représentant trois adorants et deux dieux interposés, l'un portant un foudre, l'autre un trident, debout devant un dieu assis sur un trône. Cappadoce, Bronze moyen. Musée du Louvre.

## Les marchands assyriens à Kanesh

### Les tablettes des marchands
La principale source d'informations sur la vie à Kanesh au Bronze moyen sont les archives laissées par les marchands assyriens installés sur place. Le corpus de textes livré par le kārum de Kanesh le place parmi les sites les plus prolifiques du Proche-Orient ancien : 23 000 tablettes répertoriées environ pour la période du Karum II (v. 1925 à 1840 ; avec une majorité sur la période 1895-1865), la plupart enfouies à la suite de l'incendie qui détruit le quartier vers 1840 ; seulement moins de 400 tablettes pour la phase du Karum Ib qui suit directement, qui a pu durer un siècle et demi mais est pauvrement documentée car les couches archéologiques sont moins bien conservées et que les marchands assyriens ont modifié leur système commercial, laissant beaucoup moins de textes sur place.
Des près de 5 000 tablettes et fragments qui ont été exhumés avant 1948, plus des trois quarts proviennent de fouilles clandestines, et se trouvent dans des collections dispersées. Le reste, découvert depuis 1948, se trouve à Ankara, et de nouvelles sortent régulièrement de terre avec la poursuite des fouilles. Hormis une poignée de tablettes retrouvées dans le palais royal, la documentation est le fait de marchands de la cité-État d’Assur faisant des affaires en Anatolie. Elle est rédigée dans leur langue, le paléo-assyrien (forme ancienne de l’assyrien), en cunéiforme. Une grosse partie est composée de documents de nature privée : des lettres avant tout, une correspondance commerciale relative aux affaires des marchands, avec parfois des informations de nature plus privée et personnelle, liée aux affaires domestiques des marchands (notamment les lettres aux femmes d'Assur). Les tablettes de nature juridique (contrats, actes de vente, de prêts, créances, procès-verbaux, verdicts judiciaires) sont également nombreuses. On a également retrouvé des textes de comptabilité, et quelques exercices scolaires, des incantations, et des textes littéraires.

Tablettes des archives des marchands assyriens exhumées à Kültepe
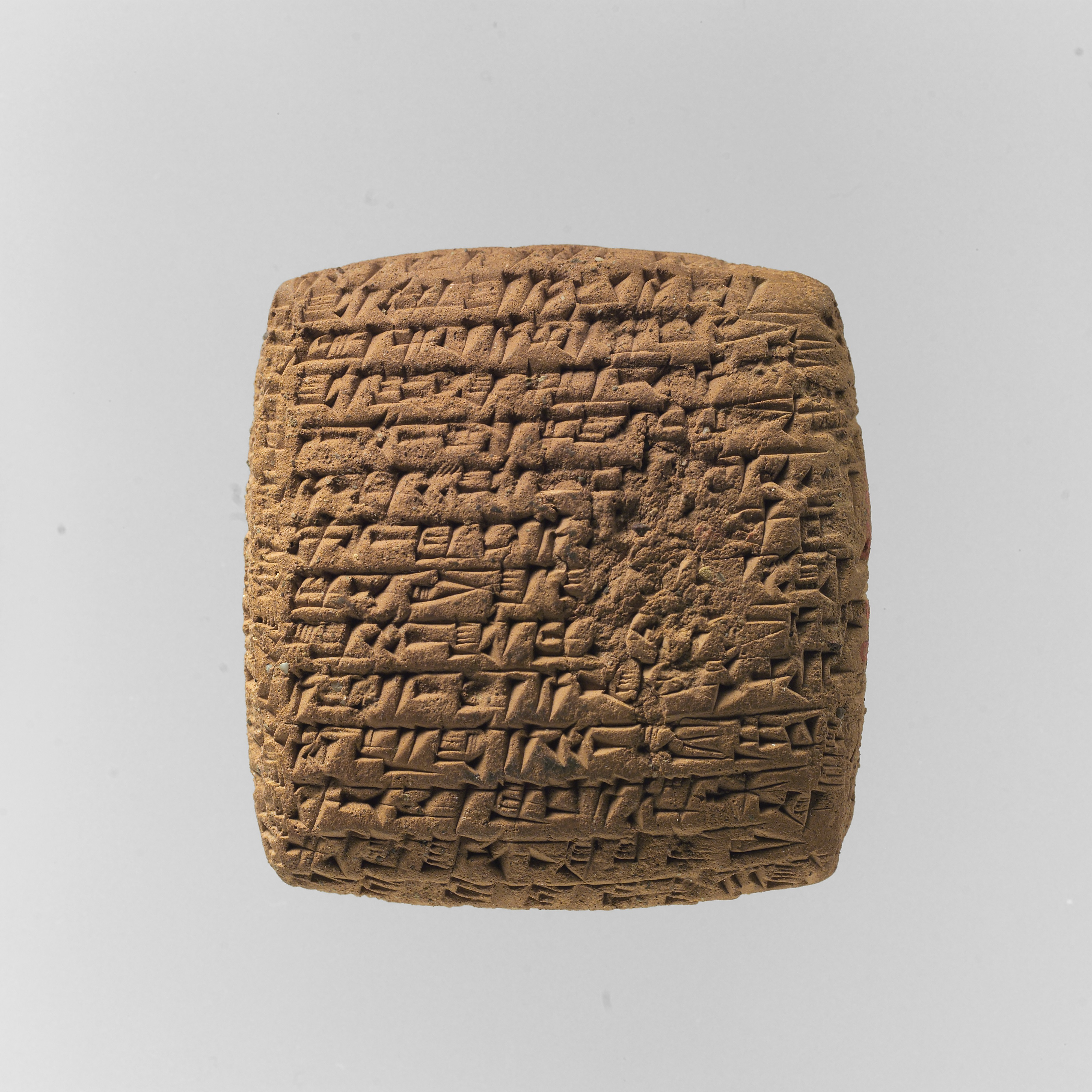
Lettre d'un marchand à un responsable de convoi.
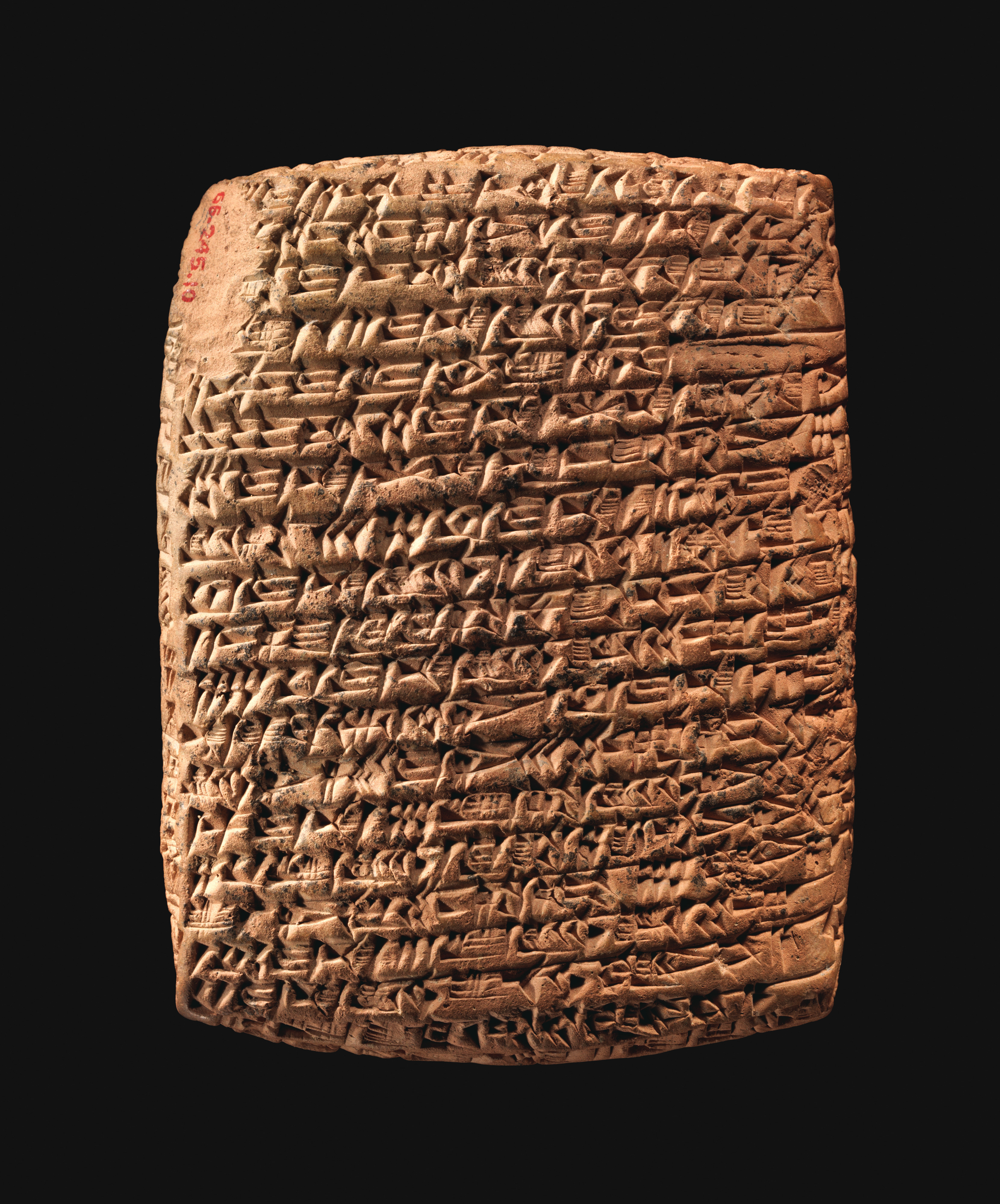
Compte des recettes et dépenses d'un convoi.
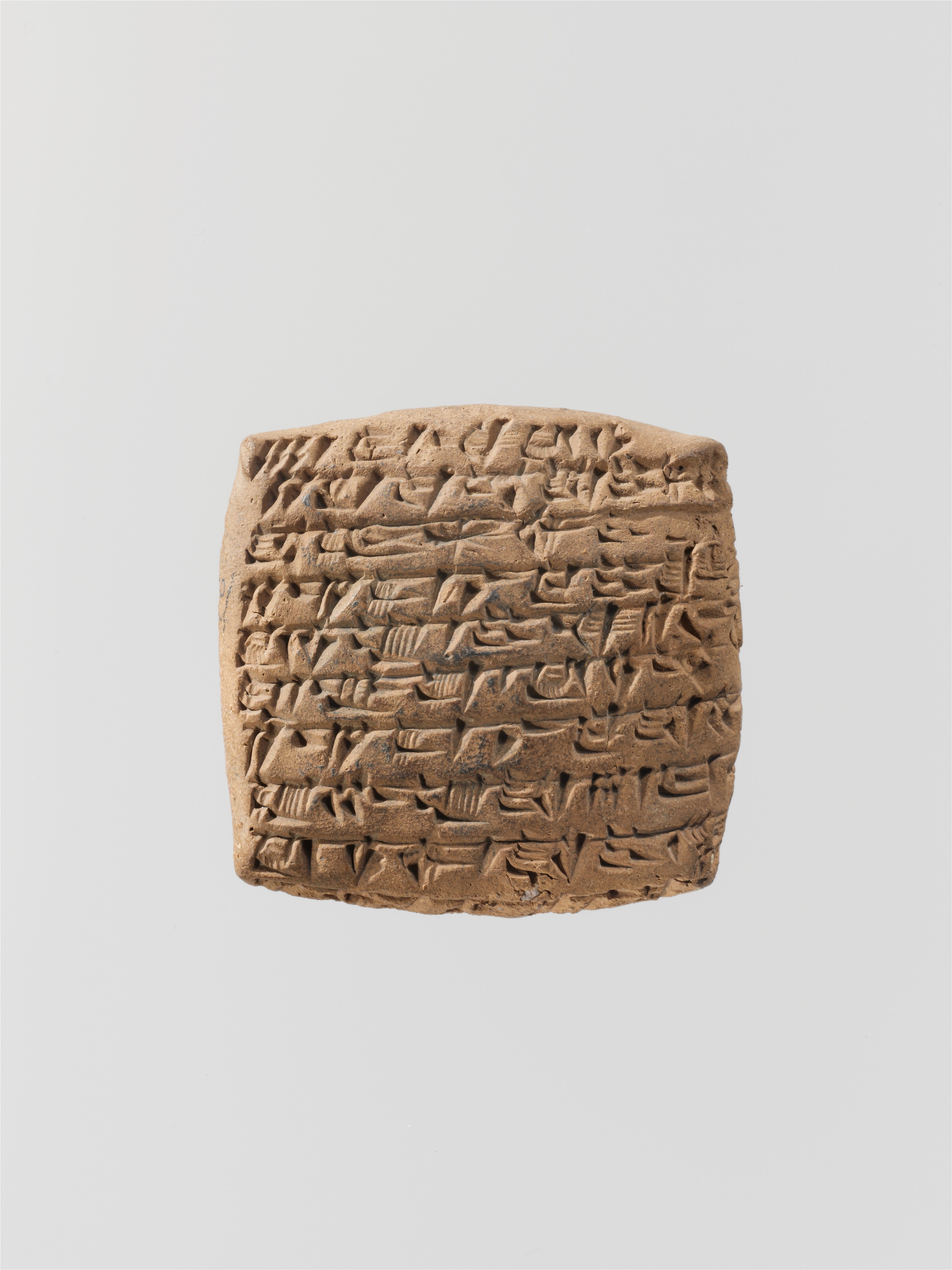
Reçu pour un prêt en argent.
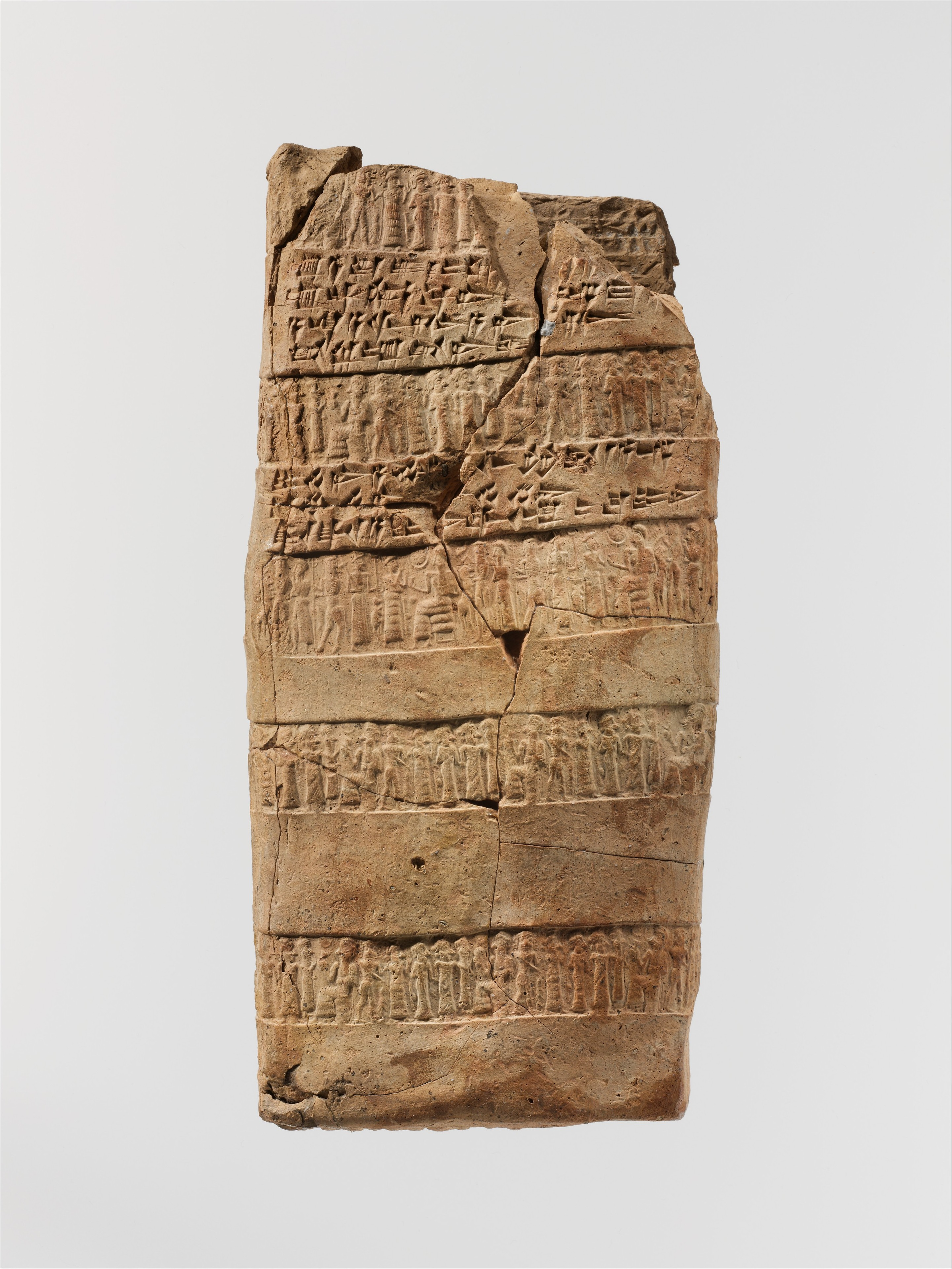
Compte-rendu de procès.

### Le commerce assyrien en Anatolie

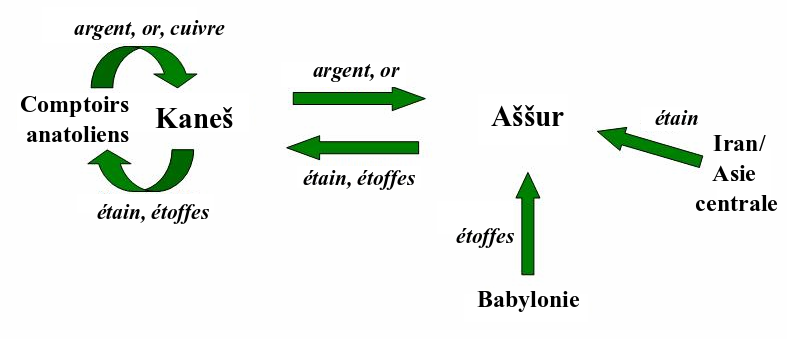
Schéma représentant les circuits du commerce entre Assur et Kanesh.

Les circonstance dans lesquelles les marchands assyriens s'installent à Kanesh restent mal documentées. Elles s'inscrivent plus largement dans la mise en place de leur réseau commercial en Anatolie, décelable après 1970 av. J.-C. Les premières générations de marchands sont probablement itinérantes, et ils choisissent à partir d'un moment de faire de Kanesh, l'une des principales cités anatoliennes, leur base principale pour commercer en Assyrie et d'implanter d'autres établissements permanents. La documentation sur le commerce concerne surtout la trentaine d'années autour de 1895-1865 av. J.-C., et cette situation n'est pas forcément celle qui a eu cours le reste du temps.
Les commerçants d'Assur sont attirés par les importantes ressources minières anatoliennes, principalement l'argent, secondairement l'or, et aussi le cuivre. Leur atout est leur captation dans des circonstances indéterminées de l'approvisionnement de la région en étain, qui vient d'Asie centrale et est acheminé dans des conditions inconnues à Assur. Les rois anatoliens souhaitent acquérir ce minerai qui, combiné au cuivre local, permet de faire des objets en bronze. Les marchands assyriens vendent aussi des étoffes de qualité, fabriquées dans leur cité d'origine par une main-d’œuvre féminine, ou alors obtenues depuis d'autres régions (notamment la Mésopotamie du sud), ce qui leur permet également de dégager d'importants profits. Avec le temps ils s'impliquent aussi dans le commerce entre cités anatoliennes, notamment pour échanger du cuivre et de la laine. Les marchandises sont transportées par des caravanes d'ânes nécessitant une logistique importante,.
Les distances séparant les acteurs de ce commerce de grande envergure implique des communications régulières, ce qui explique l'important volume de la correspondance commerciale mise au jour dans le kārum de Kanesh. Ce commerce semble avoir été extrêmement lucratif. Il repose sur la mise en place d'un réseau commercial majeur reposant sur une implantation dans plusieurs endroits, sur les routes commerciales (où se trouvent notamment des relais, des caravansérails, là où il n'y a pas de comptoir) et dans les zones d'extraction minières où le minerai connaît sa première transformation. Les marchands assyriens constituent à cette fin un ensemble de comptoirs, dénommés kārum « quai »/« port » pour les plus importants et wabartum pour ceux de rang secondaire, qu'ils établissent dans les principales localités d'Anatolie, avec leurs institutions propres et qui restent indépendants des autorités locales. Avec le temps ils s'établissent plus loin vers l'est, là où se trouvent les mines d'argent, ce qui semble avoir fait perdre de l'importance à Kanesh. Les marchands passent des accords diplomatiques avec les rois locaux, précisant le taux de taxation des marchandises en transit, les droits de préemption des rois sur l'étain, et les garanties de sécurité des marchands,.

« (Lorsque) dans ton pays il y a corde et piquet (référence aux limites du territoire dominé par le roi), aucun Assyrien ne doit subir de perte (de marchandise). S'il devait y avoir des pertes dans ton pays, tu devrais (alors) rechercher (ce qui a été perdu) et nous (le) renvoyer. S'il devait y avoir effusion de sang dans ton pays, tu devrais nous livrer les meurtriers et nous les tuerions. Tu ne dois pas laisser venir des Akkadiens, si (quelques-uns) devaient monter vers ton pays, tu devrais nous les livrer et nous les tuerions. Tu ne dois rien nous réclamer. De même que ton père (le faisait), de (chaque) caravane (qui) monte tu prélèveras 12 sicles d'étain. De (chacune qui) redescend, de même que ton père, tu bénéficieras de 1 1/4 sicle d'argent par âne. Tu ne recevras rien de plus. S'il devait y avoir une guerre ou si aucune caravane ne pouvait venir, alors on t'enverrait 5 mines d'étain depuis Hahhum. »

— Résumé des clauses d'un accord entre les marchands d'Assur et un prince d'Anatolie, prévoyant des garanties de sécurité pour les marchands assyriens et le montant des taxes qu'ils ont à acquitter.
Le terme kārum renvoie autant à un quartier marchand qu'à l'institution qui le dirige. Le kārum de Kanesh est le plus important de tous, d’où l’abondance de la documentation qui y a été retrouvée. On y trouve l’autorité administrative et juridique supérieure du réseau de comptoirs, la « Maison du kārum » (bēt kārim), extension des institutions politiques assyriennes en Anatolie, qui règle notamment les litiges commerciaux, mais également les relations avec les potentats autochtones. Elle est néanmoins placée sous l'autorité de l’administration d’Assur, tout en étant autonome par rapport aux rois locaux.
La base de l'organisation des marchands est la famille, fonctionnant dans plusieurs cas comme une sorte de firme dirigée par le père, avec le concours de ses frères et fils implantés dans des endroits stratégiques du réseau commercial, aussi des femmes de la famille restées à Assur qui s'occupent de produire les étoffes et servent dans plusieurs cas d'intermédiaires aux affaires à Assur. Les marchands mettent en place des instruments financiers plus ou moins complexes, allant du prêt commercial à la mise en place d'associations plus durables où un investisseur apporte un capital à un marchand qui se charge de gérer l'affaire, les profits étant ensuite partagés.

« Dis à Pushu-ken et Innaya : ainsi (parle) Shu-Kubum : 1 talent 20 mines d'étain scellé, 35 étoffes-kutanum , 18 mines d'étain (pour les dépenses) courantes, 2 ânes noirs et leur harnachement, (ainsi qu')1/3 mine d'argent : capital d'exploitation d'Amur-Shamash. En outre, 3 étoffes-kutanum ont été empaquetées pour son capital d'exploitation. Atata vous conduit tout cela. Vous (êtes) mes frères. Prenez (chacun) la moitié de l'étain et des étoffes, et déposez vous-mêmes l'équivalent en argent, en me faisant une faveur. Que l'argent me parvienne par le transport d'Innaya (afin que) je ne sois pas contrarié. Si vous ne me faites pas la faveur de prendre l'étain et les étoffes, alors vendez-(les) soit au comptant, soit à long terme, soit à court terme ; agissez dans mon intérêt, et que votre rapport me parvienne. »

— Instructions de Shu-Kubum, chef de « firme » résidant à Assur, à ses partenaires en Anatolie, dont son frère Innaya.

### La coexistence des Assyriens et des Anatoliens
Plusieurs résidences de marchands assyriens ont été fouillées dans le Karum. Elles se présentent comme des résidences anatoliennes typiques (sans la cour centrale caractéristique des maisons syro-mésopotamiennes) avec un mobilier local, aussi des pratiques culturelles similaires (notamment l'alimentation), et sans la présence d'archives il serait quasiment impossible de déterminer qu'elles appartiennent à des étrangers, seuls quelques objets mis au jour dans des résidences ou des tombes révélant des pratiques culturelles assyriennes. Les marchands se sont installés dans des maisons qu'ils ont acheté, ou bien ils en ont fait construire de nouvelles par des maçons locaux, en général suffisamment grandes pour pouvoir héberger des marchands de passage,. Ils habitent en majorité dans la partie nord du quartier, moins dans la partie sud. Les espaces résidentiels sont clairement séparés de ceux à usage professionnel, plus petits, qui comprennent des pièces servant de bureau et à l'archivage et au stockage des produits. Les tablettes sont disposées sur des étagères en bois, ou dans des pots et des coffres en bois, ou encore dans des sacs, et regroupées en fonction de leur contenu.
Les Assyriens vivent donc au quotidien au contact des populations anatoliennes, qui les désignent par le terme « marchand » (tamkārum), donc par leur activité et non par leur origine géographique. Ils sont administrativement et juridiquement indépendants des autorités anatoliennes, en application des accords passés avec celles-ci, et restent donc sous l'autorité de la cité d'Assur, exercée localement par le kārum. Comme peu de traducteurs sont mentionnés dans les textes en dehors du contexte du palais, il semble qu'il n'y ait pas de problème pour la communication orale et que le bilinguisme soit répandu, ce que semble aussi indiquer la présence de mots empruntés aux langues anatoliennes (et aussi au hourrite) dans les textes des marchands assyriens,.
Les premiers marchands installés à Kanesh sont souvent les fils aînés des chefs des « firmes », qui dirigent l'affaire depuis Assur. Lorsque les fils aînés reprennent la direction des affaires, ils retournent définitivement à Assur. Il ne s'agit pas forcément des familles les plus riches d'Assur, mais à Kanesh ils font partie des plus aisés financièrement. Cela se voit par le rôle de prêteur qu'ils jouent rapidement auprès des populations autochtones, en plus de les approvisionner en marchandises, et les mesures de protection prises par les autorités anatoliennes pour juguler l'endettement de leurs sujets envers les marchands assyriens. Par la suite, les trajectoires des marchands faisant souche en Anatolie sont variées. On distingue entre les marchands qui résident en permanence sur place (wašbutum) et ceux qui sont impliqués dans le commerce et restent itinérants, donc de passage à Kanesh (ālikūšša harrān ālim). Certains s'enrichissent dans le commerce international, continuent de lier Assur à Kanesh, et gravissent l'échelle sociale. D'autres en viennent surtout à pratiquer un commerce d'échelle locale (laine et cuivre) et perdent contact avec leurs patrie d'origine. Certains d'entre eux s'appauvrissent graduellement, et durant la dernière période ce sont les Assyriens endettés que le pouvoir de Kanesh protège des saisies par leurs créanciers autochtones. De leur côté, certains Anatoliens aisés deviennent des partenaires commerciaux de marchands assyriens et développent leur activité commerciale, se rapprochant ainsi plus de la communauté assyrienne, y compris en épousant des femmes parmi celle-ci,.
En effet, un autre aspect important des relations entre Assyriens et Anatoliens sont les mariages. Ils sont souvent contractés par des marchands avec des femmes anatoliennes durant leur période d'activité en Anatolie. Si certains viennent avec leur famille, d'autres laissent leur épouse à Assur et prennent une seconde épouse sur place qui s'occupe de gérer leur foyer. Comme ils ne peuvent avoir deux épouses à Assur, ils divorcent au moment de leur départ définitif, dans des conditions apparemment avantageuses pour les femmes anatoliennes qui gardent leur maison et disposent d'un pécule, et en général aussi les enfants nés de l'union. Dans l'autre sens, des femmes assyriennes devenues veuves se marient également avec des Anatoliens,.
Avec le temps s'observent donc dans la ville basse de Kanesh des processus de mixité et d'acculturation caractéristiques des localités où s'implantent durablement des diasporas. Les relations entre Assyriens et Anatoliens, au départ cantonnées aux échanges commerciaux, prennent un aspect plus personnel et durable par les échanges quotidiens, notamment les unions matrimoniales et la naissance d'enfants.

## Périodes postérieures

### La fin du royaume de Kanesh et du commerce assyrien

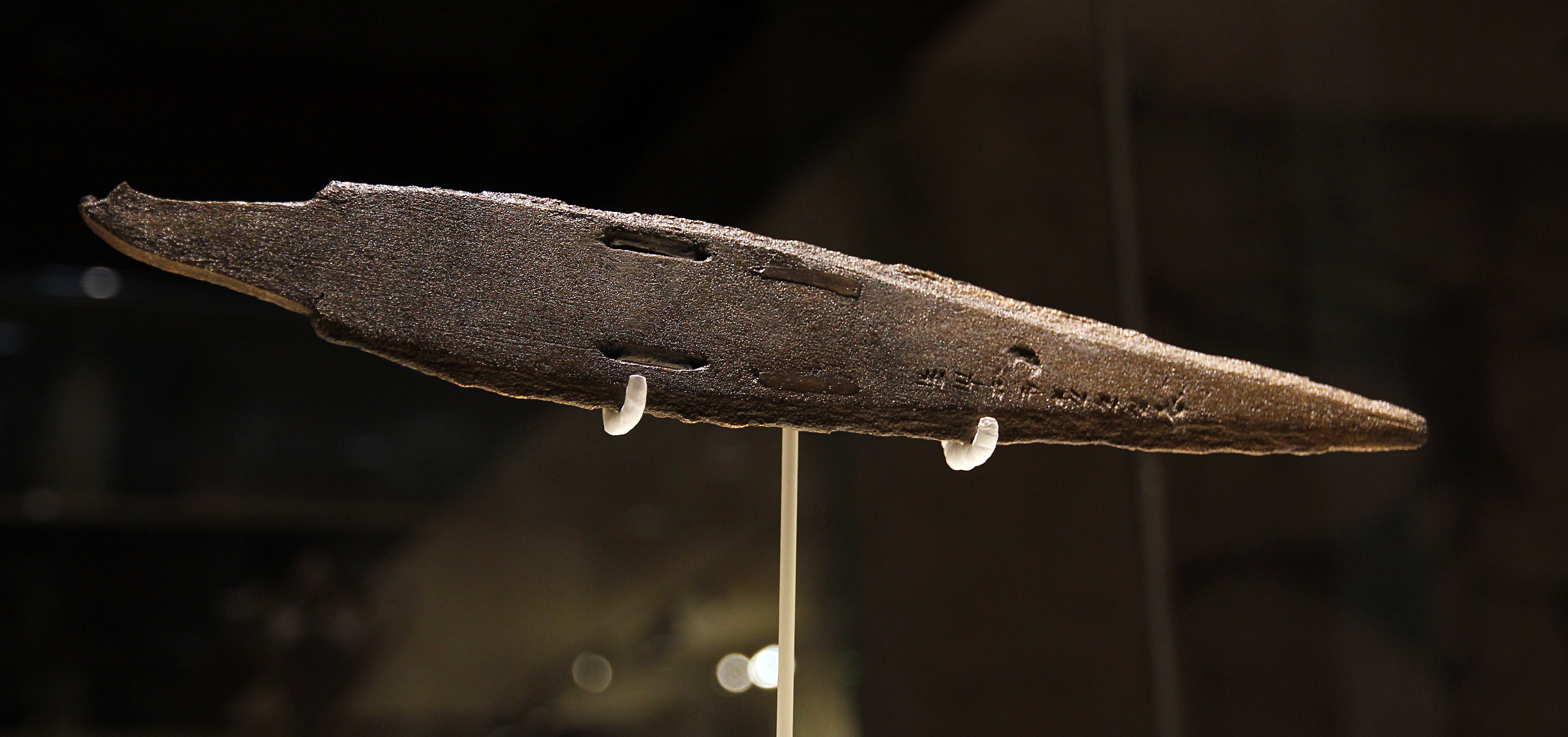
Dague en bronze inscrite au nom du roi Anitta de Kussara retrouvée sur l'acropole de Kültepe. Musée des civilisations anatoliennes.

La dernière période des archives assyriennes voit un changement de la situation politique en Anatolie : la région est en voie d’unification sous la houlette des souverains de la cité de Kussara, située au nord de Kanesh, Pithana puis son successeur Anitta. Une inscription au nom de ce dernier a été retrouvée sur une tête de lance mise au jour dans le palais royal, ce qui indique que les rois de Kussara ont été présents à Kanesh. Cela n'interrompt pas le commerce. Le dernier roi attesté à Kanesh est Zuzu (le fils d'Anitta ?), qui se proclame « Grand roi d'Alahzina ». Il règnerait dans les deux dernières décennies du XVIIIe siècle av. J.-C., au moment où s'arrête la documentation assyrienne. Le palais de Warshama est détruit et les édifices du niveau Ib du Karum sont abandonnés vers cette période, dans des circonstances indéterminées, sans réoccupation notable à la différence de la précédente destruction. Le demi-siècle qui suit voit la montée en puissance des rois de Hattusa, qui posent les bases du royaume hittite, amené à dominer l'Anatolie pendant près de cinq siècles.
Comme vu plus haut, le commerce assyrien est peu documenté durant la période du Karum Ib, qui débute en 1840 et couvre la majeure partie du XVIIIe siècle av. J.-C., mais on sait qu'il reste actif durant cette période. Une scission s'est opérée entre ceux qui poursuivent le commerce à longue distance suivant des modalités différentes par rapports à la période précédente (ce qui expliquerait la chute du nombre de textes retrouvé) et ceux qui sont restés sur place et se fondent progressivement dans la société locale, perdant leur identité assyrienne. Vers la fin du XVIIIe siècle av. J.-C., le commerce assyrien avec l'Anatolie semble s'interrompre, dans des circonstances et pour des raisons indéterminées. Après le départ des derniers marchands assyriens de Kanesh, la présence culturelle assyrienne disparaît, et avec elle l'écriture,.

### Kanesh/Nesha et les Hittites
Après la destruction de la fin du niveau Ib, le royaume hittite se constitue et domine l'Anatolie centrale pour plusieurs siècles. Ces phases correspondent au niveau Ia de la ville basse et 6 de l'acropole. Kanesh connaît alors un déclin marqué durant la première phase du royaume hittite, puis est désertée par la suite, pour une période de huit siècles. Les Hittites ne cherchent manifestement pas à en faire un de leurs centres provinciaux. Il est possible que ce déclin soit lié à des évolutions de l'environnement de la région, devenu impropre à l'agriculture en raison d'une remontée de la nappe phréatique et d'un risque important d'inondations. Le souvenir de la ville reste cependant présent dans la mémoire hittite, et il est possible que la cour hittite ait hérité d'éléments de la culture de cour de Kanesh. La langue de ce peuple est en effet appelée nešumnili, c'est-à-dire la langue « de Nesha », autre nom de Kanesh. Un récit légendaire, parfois appelé Légende de la Reine de Nesha (CTH 3), renvoie également à la place de la cité dans la tradition relative aux origines du peuple hittite (cf. mythologie hittite),.

### Période néo-hittite
Kültepe est réoccupé durant l'âge du fer moyen, aux Xe – VIIIe siècle av. J.-C., qui correspond au niveau 5 du tell, subdivisé en deux phases. Dans le contexte régional, c'est la période des royaumes dits « Néo-hittites ». Vu sa localisation, il est probable que le site soit sous la domination du royaume du Tabal. Les constructions de cette période ont été fortement endommagées lors des travaux postérieurs, donc il n'en reste pas grand chose. Des fragments d'orthostates avec reliefs indiquent la présence probable d'un édifice public monumental comme il s'en trouve sur les sites contemporains. Le site subit une destruction, sans doute lors de la conquête du Tabal par l'Assyrie à la fin du VIIIe siècle av. J.-C.,.

### Époques hellénistique et romaine
Le site de Kültepe connaît un nouvel essor à l'époque hellénistique, aux IIIe – IIe siècle av. J.-C. C'est alors une petite cité nommée Hanisa/Anisa, ce qui semble être une évolution de son nom antérieur Kanish. Cela est connu grâce à une inscription en grec sur plaque de bronze datée des années 160-150 comportant un décret honorant un certain Apollonios, fils d'Abbas, en raison de l'aide qu'il a apporté à la communauté locale dans une dispute légale. Cela atteste l'existence d'une cité grecque (polis) avec ses institutions caractéristiques : conseil (boulè), assemblée (ekklèsia), des magistrats (archon, prytane, demiourgos), une constitution (politeia). La plupart des noms sont indigènes, et le temple où est déposé l'inscription est dédié à la déesse orientale Astarté. Cela signifie qu'on est en présence d'un phénomène d'hellénisation, mais probablement pas d'une colonie grecque, donc d'une adoption volontaire de la culture grecque par imitation par des Indigènes, sans doute sous l'influence de cités grecques voisines. Mais la principale cité de la région est désormais située à l'actuelle Kayseri (appelée dans l'Antiquité Masaca puis Eusebia et Césarée de Cappadoce),.
Sur l'acropole, ces périodes correspondent aux niveaux 3, hellénistique, et 2 et 1, romains. Les fouilles archéologiques ont identifié pour cette période une muraille qui encercle l'acropole, ce qui indique que l'habitat est alors moins étendu qu'au Bronze moyen. L'ancienne ville basse est en partie utilisée comme nécropole. Un bâtiment construit au IIIe siècle av. J.-C. et restauré à plusieurs reprises par la suite a également été fouillé. De la céramique de la période a été mise au jour en plusieurs endroits, notamment de la céramique à vernis noir d'inspiration attique. La site est désertée à la fin de l'époque romaine, et n'a pas d'occupation notable par la suite,.

### Présentations synthétiques
- (en) Tahsin Özgüç, « Kaneš », dans Eric M. Meyers (dir.), Oxford Encyclopaedia of Archaeology in the Ancient Near East, vol. 3, Oxford et New York, Oxford University Press, 1997, p. 266-268
- Cécile Michel, « Kaniš », dans F. Joannès (dir.), Dictionnaire de la civilisation mésopotamienne, Paris, 2001, p. 440-444
- (en) Fikri Kulakoğlu, « Kültepe-Kaneš: A Second Millennium B.C.E. Trading Center on the Central Plateau », dans Sharon R. Steadman et Gregory McMahon (dir.), Handbook of ancient Anatolia (10,000–323 B.C.E.), Oxford, Oxford University Press, 2011, p. 1012-1030

### Contexte politique et culturel
- (en) Klaas R. Veenhof, « The Old Assyrian Period », dans Klaas R. Veenhof et Jesper Eidem, Mesopotamia, The Old Assyrian Period, Fribourg et Göttingen, Universitätsverlag Freiburg Schweiz et Vandenhoeck & Ruprecht, coll. « Orbis Biblicus et Orientalis » (no 160/5), 2008, p. 13-264
- (en) Cécile Michel, « The Kārum Period on the Plateau », dans Sharon R. Steadman et Gregory McMahon (dir.), Handbook of ancient Anatolia (10,000–323 B.C.E.), Oxford, Oxford University Press, 2011, p. 313-336
- (en) Cécile Michel, « Central Anatolia in the Nineteenth and Eighteenth Centuries BC », dans Eva Cancik-Kirschbaum, Nicole Brisch et Jesper Eidem (dir.), Constituent, Confederate, and Conquered Space in Upper Mesopotamia: The Emergence of the Mittani State, Berlin et Boston, De Gruyter, 2014 (lire en ligne), p. 111-136
- (en) Gojko Barjamovic, « Before the Kingdom of the Hittites: Anatolia in the Middle Bronze Age », dans Karen Radner, Nadine Moeller et Daniel T. Potts (dir.), The Oxford History of the Ancient Near East, Volume 2: From the End of the Third Millennium BC to the Fall of Babylon, New York, Oxford University Press, 2022, p. 497-565

### Études spécialisées
- Cécile Michel, Correspondance des marchands de Kaniš au début du IIe millénaire avant J.-C., Paris, Le Cerf, coll. « Littératures anciennes du Proche-Orient », 2001
- (en) Mogens Trolle Larsen, Ancient Kanesh : A Merchant Colony in Bronze Age Anatolia, Cambridge, Cambridge University Press, 2015
- (en) Levent Atici, Fikri Kulakoğlu, Gojko Barjamovic et Andrew Fairbairn (dir.), Current Research at Kültepe-Kanesh: An Interdisciplinary and Integrative Approach to Trade Networks, Internationalism, and Identity, Atlanta, Lockwood Press, coll. « The Journal of Cuneiform Studies Supplemental Series » (no 4), 2014

#### Bases de données et dictionnaires
- Site officiel
- Ressource relative à l'architecture :   - Liste indicative du patrimoine mondial
- Ressource relative à la géographie :   - Digital Atlas of the Roman Empire
- Ressource relative aux beaux-arts :   - Grove Art Online
- Notices dans des dictionnaires ou encyclopédies généralistes :   - Britannica
  - Dizionario di Storia
  - Enciclopedia De Agostini
- Notices d'autorité :   - VIAF
  - GND
  - Suède
  - Tchéquie